# 동부 전선 (제2차 세계 대전)
제2차 세계 대전 당시의 동부 전선(영어: Eastern Front)은 추축국이 소련, 폴란드, 체코슬로바키아를 비롯한 다른 연합국과 동유럽 및 러시아 지역에서 싸운 전역을 가리킬 때 쓰는 용어이다. 독소 전쟁(獨蘇戰爭, 독일어: Deutsch-Sowjetischer Krieg)이라고도 하며, 소련이나 소련 해체 이후 러시아 등의 계승국에서는 대조국전쟁(러시아어: Великая Отечественная война)이라고도 한다. 나치 독일의 군사 및 정치 지도부는 전략적 기습전(전격전)을 계획하며 소련을 침략하기 위한 계획을 준비하였고, 이 계획은 '바르바로사 작전'이라는 암호명으로 불렸다. 독일은 소련 국가를 제거하고 그 자원을 점유하며, 우랄 산맥에 이르는 소련 영토를 독일화하는 것을 목표로 삼았다.
1941년 6월 22일 소련과 전쟁을 개시한 독일군은 1941년 12월까지 민스크, 키예프, 브레스트, 세바스토폴 등 러시아 지역의 주요 도시를 점령했다. 그러나 모스크바 전투와 레닌그라드 포위전에서 독일군은 소련군의 저항에 부딪혀 작전 목표를 달성할 수 없게 되었다. 이후 1942년 독일군은 청색 작전을 개시해 전황을 타개하려고 했으나 스탈린그라드 전투에서 치명적인 손실을 입었다. 1943년 여름 소련군의 작전 능력을 꺾기 위해 성채 작전을 개시한 독일군은 쿠르스크 전투에서 큰 손실을 입고 작전을 중단했다. 이후 소련은 1943년 8월부터 공세로 작전을 전환했고, 1945년까지 드네프르강 전투, 바그라티온 작전, 비스와-오데르 공세, 오데르-나이세 공세 등 여러 공세로 독일군을 격멸하며 독일 수도 베를린으로 진격했다. 1945년 4월 중순 베를린에서 시가전이 벌어졌고, 1945년 4월 29일 소련군은 베를린을 함락시켰다.
동부 전선의 여러 전투들은 역사상 가장 큰 규모의 군사적 대립으로 여겨진다. 이 전투들은 예상치 못한 흉포함, 대량파괴, 대규모의 이동, 그리고 전투나 기아, 질병, 학살, 또는 폭로로 인한 엄청난 인명 손실로 특징지을 수 있다. 절멸 수용소, 죽음의 행진, 나치 게토, 포그롬 등이 위치한 동부 전선은 홀로코스트의 중심지이기도 했다. 제2차 세계 대전 기간의 인명 손실치인 약 7,000만 명 중 다수가 민간인으로 집계되는 3,000만 명이 동부 전선에서 발생했다. 이 전쟁은 나치 독일의 패배에 대한 주요 원인이라는 점에서 유럽 전구에 결정적인 영향을 미쳤다.
전쟁 이후 유럽에서 소련이 점령한 폴란드와 체코슬로바키아에서는 공산주의 정권이 들어섰고, 불가리아 왕국과 루마니아 왕국은 왕정이 붕괴한 뒤 공산국가가 되었다. 이는 향후 소련이 미국과 더불어 강대국 자리를 다투는 냉전의 기반이 되었다. 한편 소련의 점령에 맞서 우크라이나, 폴란드, 발트 3국, 유고슬라비아, 루마니아, 불가리아 등에서는 반공 게릴라 부대가 소련의 점령에 맞서 항쟁을 벌였다. 독일과 오스트리아는 서방 연합국과 소련이 지배하는 지역으로 분할되었다. 전후 독일과 폴란드의 국경은 오데르-나이세선으로 조정되었고, 소련은 옛 쾨니히스베르크 땅을 차지하고 지명 역시 칼리닌그라드로 변경했다. 동부 전선에 참전한 나치 독일 장성들은 뉘른베르크 국제군사재판에서 소련 측의 기소로 동부 전선에서 벌인 잔혹행위에 대해 처벌을 받았다.
1945년 6월 24일 소련은 모스크바에서 첫 승리 행진을 선보였다. 이후 1965년 5월 9일 소련은 나치 독일의 항복 20주년을 기념하여 5월 9일을 승리의 날로 지정하고, 모스크바 승리 행진도 승리의 날에 맞추어서 진행한다. 한편 소련은 스탈린그라드의 조국의 어머니상을 비롯한 다양한 기념물과 기념공원 건립, 그리고 1급 조국전쟁 훈장과 같은 군사 훈장 수여 등으로 전사자와 참전용사들을 기렸으며, 러시아 및 일부 구소련 국가들 사이에서 이러한 기념이 오늘날까지 이어지고 있다.

## 명칭
구소련 지역에서는 '대조국전쟁'(Великая Отечественная война, Velikaya Otechestvennaya voyna)이라고 부르며 독일에서는 '동부 전선'(die Ostfront), '동부 전역'(der Ostfeldzug), '러시아 전역'(der Rußlandfeldzug),이라 불리고 있다. 전쟁 당사자국이 아닌 지역에서는 '독일-소련 전쟁'이라 불리며, 대한민국과 일본 등에서는 이를 축약해 '독소전쟁'(한국 한자: 獨蘇戰爭) 또는 '독소전'(일본어: 獨蘇戰)이라 부른다.

## 배경
독일과 소련의 사상이 이질적인 것이었고 양국이 제1차 세계 대전의 결과에 불만족스러워하였음에도 불구하고, 양국 정부는 제1차 세계 대전의 결과를 유지하고 있었다. 소비에트 러시아는 브레스트-리토프스크 조약의 결과로 동유럽에서 상당한 영토를 잃었다. 페트로그라드의 볼셰비키들은 독일의 요구에 부응해 동맹국에 발트 3국과 핀란드, 폴란드를 비롯한 여러 지역을 할양했다. 이후 독일이 연합국에 항복하고 점령 지역이 파리 강화 회의 조항으로 인해 해방될 때, 소비에트 러시아는 러시아 내전을 겪고 있었고 연합국은 볼셰비키 정부를 인정하지 않았기 때문에 소비에트 러시아 대표는 회의에 참석할 수 없었다.
1939년 독일-소련 불가침 조약이 체결되었을 때, 이 조약은 소련과 나치 독일의 불가침 조약으로 인정받았다. 이 조약은 제1차 세계 대전 이전의 중앙유럽을 회복하자는 조항을 담고 있었으며 독일과 소련이 이 지역을 분할하는 것도 비밀 조항의 주요 골자였다. 핀란드와 발트 3국은 러시아의 지배를 받으며 폴란드와 루마니아는 분할되는 것이 비밀 조항의 주요 내용이었다.
아돌프 히틀러는 1939년 8월 11일 국제 연맹 위원장인 카를 야코프 부르크하르트에게 다음과 같은 말로 소련을 침공할 의도를 표현했다.

제가 착수하는 모든 것은 러시아인들을 겨냥한 것입니다. 만약 서구가 이 기회를 잡지 못할 정도로 멍청하고 아둔하다면, 제가 러시아인과 합의에 도달해 서구를 무찌르고 이후 제 전군을 동원해 그 패배를 소련에게 안겨줄 것입니다. 저는 그들이 우리를 굶기지 않게 하기 위해 지난 전쟁에서 그랬듯이 우크라이나가 필요합니다.

양국은 1939년 9월 폴란드를 침공한 후 분할했다. 이후 소련은 1939년 11월 30일 핀란드를 공격했는데, 이것이 유명한 겨울 전쟁이다. 1940년 6월, 소련은 발트 3국을 병합했다. 대부분의 서구 국가들은 소련의 발트 3국 점령을 인정하지 않았다. 독일-소련 불가침 조약은 히틀러가 소련의 침공을 선언할 때 소련의 발트 3국 및 루마니아 북부 병합이 독일의 조약 이해에 위배되었다고 말했음에도 불구하고 표면상으로 발트 3국과 루마니아 북부 지역의 점령을 통해 소련에게 안보를 제공하는 것이었다. 소련은 병합한 루마니아 영토를 우크라이나 소비에트 사회주의 공화국과 몰도바 소비에트 사회주의 공화국으로 분할했다.

## 이데올로기

### 독일의 이데올로기
아돌프 히틀러는 자신의 자서전인 나의 투쟁에서, 독일의 동유럽 정착을 위한 새로운 영토 확장인 레벤스라움을 주장했다. 그는 독일인의 정착과, 대부분의 원주민은 시베리아로 강제 추방하거나 노예로 시키는 것을 구상했다.
베를린에서의 두꺼운 나치의 선 (히틀러 같은 경우에는), 공산주의 하의 소련에서 나치즘을 도입해 아리아 민족을 제외한 슬라브인을 언테르멘스첸으로 보았다.) 히틀러는 독특한 측면에서 "종말의 전쟁"이라 칭했다. 게네라플렌 오스트라고 불린 계획은, 점령한 중부유럽과 소련의 시민들은 서부 시베리아로 추방하고 부분적으로 노예는 사라졌지만, 정복 지역에서 독일인을 이주시켜 독일 민족이 분포하게 하였다. 또한, 나치는 중앙과 동부유럽의 유대인을 추방시키기 위한 부분으로, 나치가 모든 유럽의 유대인들을 없애기 위한 목표로 학살했다.
키예프 전투의 승리 이후, 아돌프 히틀러는 소련을 군사가 약하고 즉각적인 정복이 가능한 국가로 보았다. 1941년 10월 3일, 그는 "우리는 문을 박차고 들어가면 전체 구조는 카드집처럼 무너져 내릴 것이다."라고 연설했다. 따라서, 독일은 짧은 기습 정복을 예상하고 장기적인 측면을 생각하지 않았다. 그러나, 스탈린그라드 전투에서 소련군의 결정적인 승리 이후 독일군의 피해가 매우 커지자, 히틀러는 전쟁을 유럽에서 광대한 볼셰비키를 저지하기 위한 전쟁이란 목표를 세웠다.

### 소련의 이데올로기
소련의 지도자인 이오시프 스탈린은, 마르크스-레닌주의의 사상을 확대하고 세계 혁명의 발전에 힘을 썼다. 현실에서는, 스탈린은 일국사회주의를 목표로 사회를 획일화하고 1930년대 동안에는 5개년 계획을 발표하여 경제 성장에 중점을 두었다. 나치 독일은 일관되게 반공 정권을 유지하며, 이것은 일본과 방공 협정을 맺으며 공식화되고 이탈리아 왕국도 가입하여 이 국가들은 공산주의와 대립 양상을 보였다. 나치 독일과 소련 사이 이념전은 대리전으로까지 이어졌다. 1936년, 독일과 파시스트 이탈리아는 스페인 내전에서 프랑코 정권을 지원하고, 소련과 사회주의 세력은 스페인 제2공화국을 지원했다.
1938년 독일의 오스트리아 병합과 체코슬로바키아 분할 당시, 유럽에서의 집단 안전 보장 체제의 불완전성을 소련의 외무장관 막심 리트비노프가 주장했다. 이것 뿐 아니라, 소련은 반-독일 동맹을 협상하기 위한 프랑스와 영국의 무기력함을 보자 1939년 8월 소련과 독일 간 독일-소련 불가침 조약에 서명한다. 소련은 불가침 조약을 선전에 이용했다. 나치는 더 이상 적으로 묘사되지 않고, 소련은 폴란드, 영국, 프랑스와 독일간의 전쟁을 비판했다. 그러나, 독일의 침공 이후 소련 정부의 입장은 완전히 바꿔 나치를 적으로 돌렸다.

## 양국 병력
독일 외에 독소전쟁에 참가한 세력은 헝가리 왕국, 루마니아 왕국, 이탈리아 왕국, 슬로바키아 공화국, 크로아티아 독립국이 있다. 핀란드는 겨울 전쟁 이후 계속 전쟁에도 참가했다. 독일 국방군이 진격하면서 반공주의의 파르티잔들이 서부 우크라이나, 발트3국, 크림반도 등에서 호응했다. 가장 눈에 띠는 자원군은 프란시스코 프랑코의 에스파냐 정부가 보낸 청색 사단이었다.
소련은 독일 국방군이 점령한 중부 유럽에서 폴란드, 유고슬라비아의 레지스탕스나 반나치 군대를 지원했다. 여기에 옛 폴란드 군 출신인 폴란드 동부군, 특히 폴란드 제1군과 폴란드 제2군은 붉은 군대과 함께 싸웠다. 자유 프랑스는 GC3(프랑스어: Groupe de Chasse 3)이 붉은 군대에 지원하였다. 영국군과 영연방군은 호송대와 제151 RAF 연대를 지원하며 전투에도 직접 참전하기도 했다. 미국과 캐나다 또한 철강 및 중요 부품을 무기 대여법을 통해 소련에 지원했다.
| 날짜       | 추축군                       | 소련군                                                       |
| 1941년 6월 | 3,767,000명 (서부에 90만 명) | 2,680,000명(전장), 5,500,000명(전체) (극동에 70만 명 이상)   |
| 1942년 6월 | 3,720,000명 (80%가 동부)     | 5,313,000명 (극동에 70만 명 이상)                            |
| 1943년 6월 | 3,933,000명 (63%가 동부)     | 6,724,000명 (극동에 70만 명 이상)                            |
| 1944년 6월 | 3,370,000명 (62%가 동부)     | 6,425,000명 (극동에 70만 명 이상)                            |
| 1945년 1월 | 2,330,000명 (60%가 동부)     | 6,532,000명 (소련군은 2월 이후 극동의 병력 배치를 매우 늘림) |
| 1945년 4월 | 1,960,000명                  | 6,410,000명                                                  |

덴마크와 노르웨이, 프랑스, 발칸반도를 정복하며, 독일-소련 국경은 2년 동안 조용했다. 히틀러는 항상 소련과 불가침 조약을 폐기하려 하였으며 결국 1941년 봄에 침공을 결정한다. 히틀러는 러시아를 겨울이 오기 전에 압도적인 독일군 공세 후 소련이 항복할 것이라고 생각했다.
어떤 이는 이오시프 스탈린이 독일과의 전쟁을 두려워하거나 히틀러가 양면전쟁을 할 줄 몰랐다고 주장하나, 스탈린은 단지 히틀러를 자극하고 싶지 않았을 뿐이었다. 기타 사람들은 독일과 다른 자본주의 국가와 전쟁하는 것을 선호했다고 한다. 또 다른 관점에는, 스탈린이 1942년(전쟁에 필요한 모든 준비가 완료되는 시간)에 전쟁이 일어날 것을 믿고 독일군의 진군을 믿지 않았다는 것이다.

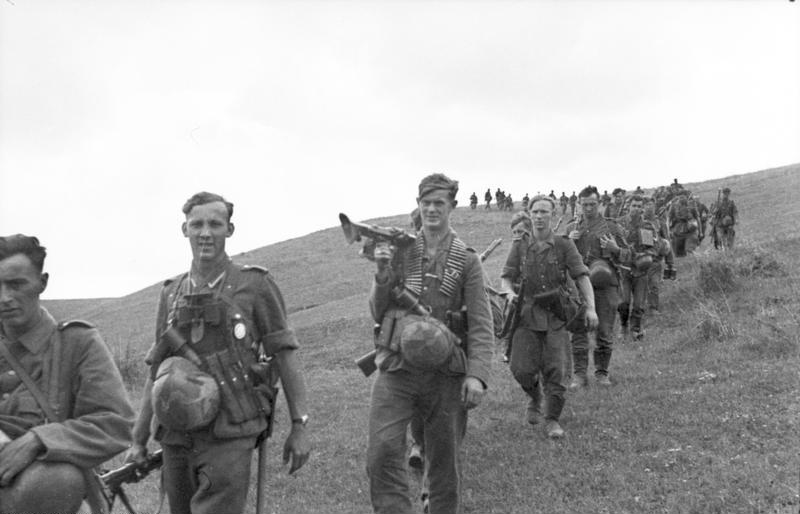
1943년 6월, 독일 보병의 행진.

영국의 역사학자 앨런 A. 밀워드와 M. 메디커트는 나치 독일이 단기 전쟁만 준비한 것이라고 주장했다. 에드워드 밀렉슨에 따르면, 비록 독일은 서부에서 1940년에 승리하여 그 곳의 자원을 이용할 수 있었으나 독일-소련 통상 조약으로 인해 얻은 소련의 원자재는 독일이 바르바로사 작전을 이행하는데 매우 중요했다.
독일은 폴란드 국경에서 거대한 병력을 편성하고, 정찰이라기에는 많은 소련 상공 비행에 소련은 서부군을 국경 근처에 편성하나, 소련의 열약한 도로 시스템으로 이동 속도는 매우 느렸다. 동중국 철도의 중국-소련의 대립이나 소련-일본 국경 분쟁처럼 유럽의 서부 국경에서 소련군 원수 세묜 티모셴코와 육군 원수 게오르기 주코프는, 스탈린의 명령으로 "어떤 도발에도 대응하지 않고" "특별한 명령 없이 공격적인 작전을 펼치지 말라"는 명령으로 인해 독일이 침공할 경우 반격할 수 없었다. 따라서 독일 침공은 소련의 군사 및 시민의 지도력을 흔들리게 했다.
독일의 침공에 대해 스탈린이 받은 경고는 논란이 있으나, "독일은 전쟁 선언 없이 6월 22일에 전쟁을 시작할 것이다"라고 경고 받은 것은 "인기 있는 전설"로, 실제로 인정되지 않았다. 그러나, 소련 간첩 리하르트 조르게와 윌리 레만은 20일 또는 22일에 공격 경고를 보냈으나 "그릇된 정보"로 처리되었다. 스위스의 루시 스파이 조직도 영국의 울트라 해석문을 바탕으로 경고를 보냈다.
소련의 첩보는 독일의 그릇된 정보에 속았으며, 독일의 침공은 4월, 5월, 6월 초순에 모스크바로 그릇된 정보를 보냈다. 소련의 첩보부는 오히려 영국 침공 후 소련을 침공할 것이라 생각하거나 또는 영국 침공 후 우크나이나의 독일 점령 같은 이해할 수 없는 최후 통첩 후 일어날 것이라 생각했다.
소련의 준비 상황을 보려면, 바르바로사 작전#소련의 준비를 참고하라.

## 작전의 실시
동부 전선에서의 독일 작전은 특정 시대를 나누지는 않으나, 모든 소련과 러시아의 역사는 세가지로 나누며 전장에서 전역을 나누고 있다.
1. 독소 전쟁의 첫 번째 기간(러시아어: Первый период Великой Отечественной войны) (1941년 6월 22일~1942년 11월 18일)
  - 여름-가을 전역 (러시아어: Летне-осенняя кампания 1941 г.) (6월 22일 – 1941년 12월 4일)
  - 1941년-42년 겨울 전역 (러시아어: Зимняя кампания 1941/42 г.) (1941년 12월 5일~1942년 4월 30일)
  - 여름-가을 전역 (러시아어: Летне-осенняя кампания 1942 г.) (5월 1일~1942년 11월 18일)
2. 독소 전쟁의 두 번째 기간(러시아어: Второй период Великой Отечественной войны) (1942년 11월 19일~1943년 12월 31일)
  - 1942년-43년 겨울 전역 (러시아어: Зимняя кампания 1942–1943 гг.) (1942년 11월 19일~1943년 3월 3일)
  - 1943년 여름-가을 전역 (러시아어: Летне-осенняя кампания 1943 г.) (1943년 7월 1일~1943년 12월 31일)
3. 독소 전쟁의 세 번째 기간(러시아어: Третий период Великой Отечественной войны) (1944년 1월 1일~1945년 5월 9일)
  - 겨울-봄 전역 (러시아어: Зимне-весенняя кампания 1944 г.) (1944년 1월 1일~1944년 5월 31일)
  - 1944년 여름-가을 전역 (러시아어: Летне-осенняя кампания 1944 г.) (1944년 6월 1일~1944년 12월 31일)
  - 1945년 유럽 전역 (러시아어: Кампания в Европе 1945 г.) (1945년 1월 1일~1945년 5월 9일)

### 바르바로사 작전

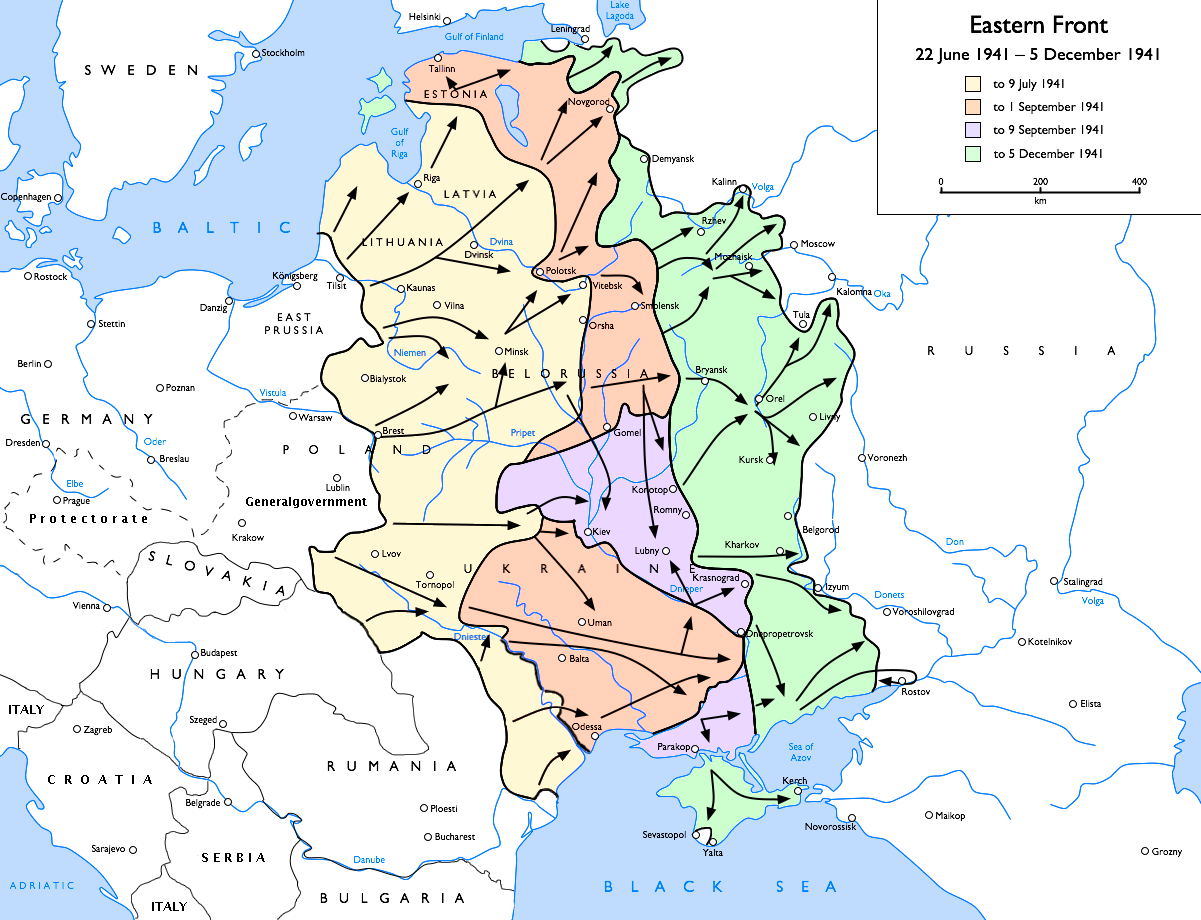
독일의 소련 침공인 바르바로사 작전 진격도.(1941년 6월 22일 - 12월 5일)
1941년 7월 9일까지
1941년 9월 1일까지
1941년 9월 9일까지
1941년 12월 5일까지

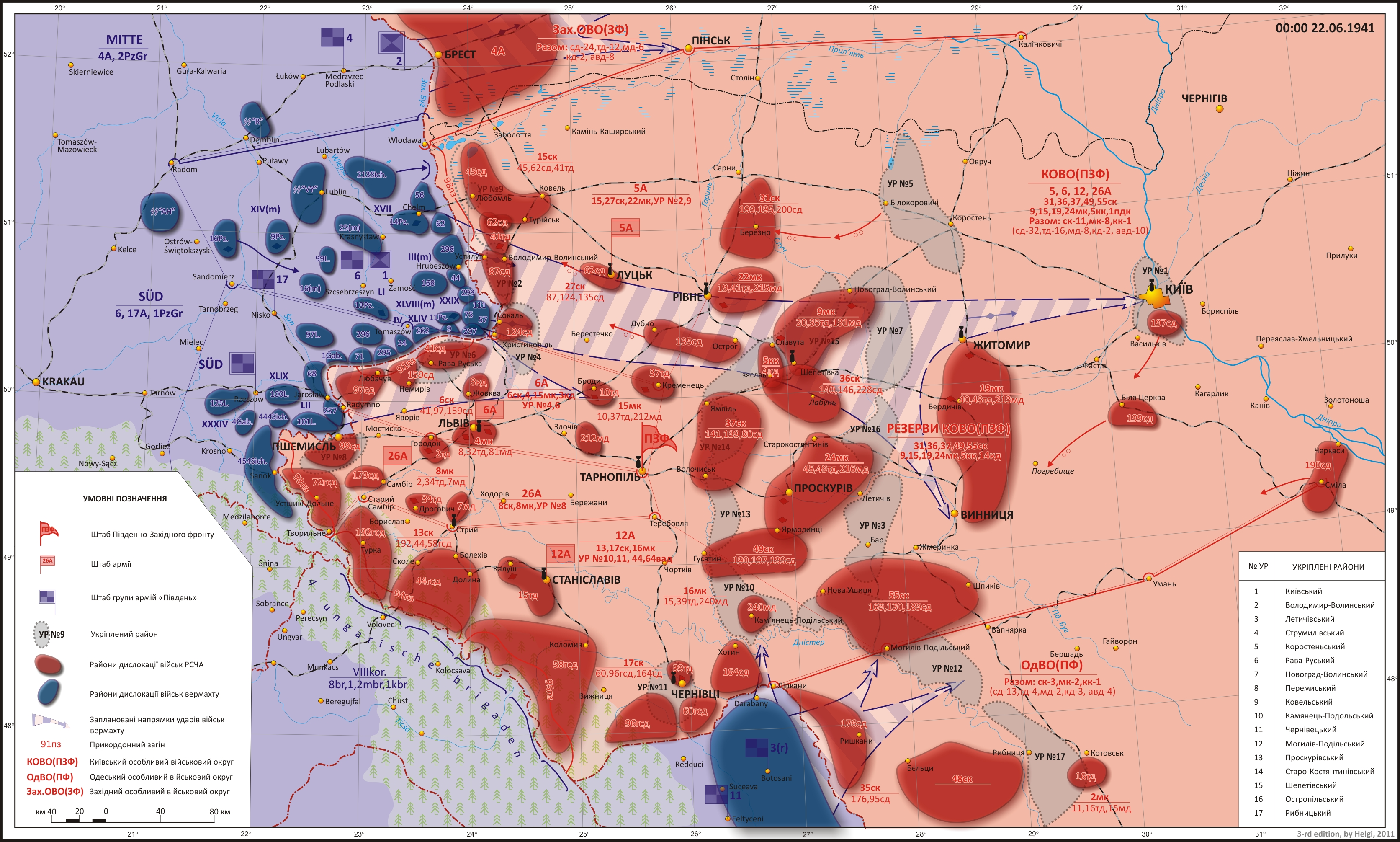
1941년 6월 22일의 우크라이나 전선군.

바르바로사 작전은 1941년 6월 22일에 시작되었다. 독일은 미리 각 관구의 통신 네트워크를 파괴했다. 1941년 6월 22일 3시 15분, 190개 독일 사단 중 99개 기갑사단이 발트와 흑해에서 진격하기 시작했다. 그들 중에는 10개 루마니아 사단, 9개 루마니아 및 4개 헝가리 여단도 있었다. 같은 날, 발트 군관구, 서부 특별 군관구와 키예프 특별 군관구는 북서부 전선군과 서부 전선군, 남서부 전선군으로 각각 이름이 바뀌었다. 제공권을 장악하기 위해, 독일 공군은 소련 비행장에 대한 즉각적인 폭격을 시작하며 소련의 비행기는 66개 기지에 1,200여대가 파괴되는 등 대부분 이륙 전에 파괴되었다. 한 달 동안, 3 방향에서의 공세는 기갑 사단이 포위된 후 느리게 이동하는 보병이 처리하며 수십만의 소련군을 물리치는 전격전 군사 교리를 이용했다. 9월까지 2백만 명 이상의 소련군이 전사하였다. 이 시기 소련과 독일의 병력 손실비는 20대 1에 달했다.
북부 집단군의 목표는 발트 3국의 레닌그라드였다. 16 군, 18 군 및 4 기갑군단으로 되어있는 집단군은 리투아니아, 라트비아, 에스토니아를 지나 러시아의 프스코프주, 노브고로드주까지 진격하는 것이 목적이었다. 리투아니아, 라트비아, 에스토니아에서는 저항군으로 참가하여 독일군이 진군하기 전 발트 지역은 "해방"되었다.
중앙 집단군은 두 개의 기갑군(2 기갑군과 3 기갑군)이 남부와 북부로 브레스트-리토브스크와 민스크로 진격하며 후방에서 2 군, 4 군, 9 군이 진격했다. 약 6일 동안, 기갑군은 브레지나 강에 도착하며 650km를 진격했다. 다음 목표는 드네프르강이었으며, 7월 11일에 도착했다. 그 후, 다음 목표는 스몰렌스크였으며, 7월 16일 점령되었으나 스몰렌스크 전투에서 매우 큰 저항으로 인해 히틀러는 북부로 진격하는 3 기갑군을 남쪽으로 전환시켰다. 치명적으로, 하인츠 구데리안의 2 기갑군단은 남부 집단군에서 우크라이나의 거대한 포위망으로 이동하라는 명령을 받았다. 중앙 집단군의 보병 사단들은 모스크바에서 상대적으로 기갑군의 지원을 받지 못하며 진격했다.
이 결정은 심각한 지도력의 위기를 가져왔다. 독일 현장 지휘관들은 모스크바로의 즉각적 공세를 주장했으나, 히틀러는 이 주장을 기각하고, 우크라이나의 농업, 광업과 산업의 중요성을 역설하며 중앙 집단군과 남부 집단군 사이의 호멜에서 소련 자원을 얻어야 한다고 주장했다. 그러나 소련군 예비대가 중부집단군 남쪽 측면과 수렁에 빠진 남부집단군 사이의 호멜에서 집결 중인 사실에 대한 언급은 없었다. 중부집단군 소속의 하인츠 구데리안의 2 기갑집단을 남쪽으로 돌려 키예프로 진격하도록 하라는 명령이 문제가 되었다. 장군들은 모스크바 점령을 요구했지만, 받아들여지지 않았고, 중부집단군에서 2 기갑군이 빠지게 되면 모스크바 점령은 힘들 것으로 예상되었다. 이 결정인 히틀러의 "여름 공세 중지"는 모스크바 공방전 결과에 심각한 영향을 끼치고 키예프 주변 소련군을 포위하는 동안 모스크바 방어의 시간을 벌어준 것으로 생각된다. 9월 11일, 부됸니 원수는 두 방면에서 독일군이 키예프를 포위하려 한다는 사실을 알았고, 스탈린에 철수 허가를 요청했다. 하지만 스탈린은 철수 허가 대신 부데니를 해임하고 미하일 키르포노스 대장을 새로운 사령관에 임명했다. 9월 14일, 키예프 수비대는 모스크바에 전선 유지가 불가능함을 보고했다.
남부 집단군의 1 기갑군단, 6 군, 11 군, 17 군은 갈리치아와 우크라이나 부근으로 전진했다. 그러나, 이 전진은 브로디 부근에서 많은 사상자를 내고 느려졌다. 스탈린은 히틀러가 자원이 풍부한 우크라이나를 포함한 남부 지역을 노릴 것으로 생각하고 군대를 남부 지역에 집중 배치하는 바람에 남부집단군은 이들을 물리쳐야 했던 것이다. 7월 중순에야 키예프 통로를 점령하고, 11 군과 2개 루마니아 군은 베사라비아와 오데사 부근으로 전진했다. 1 기갑 군단은 키예프에서 떨어져 드네프르 강이 굽어지는 드니프로페트로우스크주 서쪽으로 전진했다. 남부 집단군과 루마니아군이 우만에서 합류하면서, 남부 집단군은 약 10만 명의 소련군을 포위했다. 9월 중순에는 남부 집단군과 구데리안의 2 기갑군단이 로흐비챠(Lokhvytsia) 부근에서 조우하고, 키예프 서부의 붉은 군대 다수가 포위되었다. 9월 19일 키예프가 항복할 때까지 40만 명의 소련 포로가 잡혔다. 또한 키르포노스 대장은 전사하고 독일은 총 66만 5000명의 소련군 포로와 대포 3,718문, 전차 886대를 노획했다고 발표했다. 소련은 큰 타격을 입은 것은 인정했지만, 구체적인 수치는 발표하지 않았다.

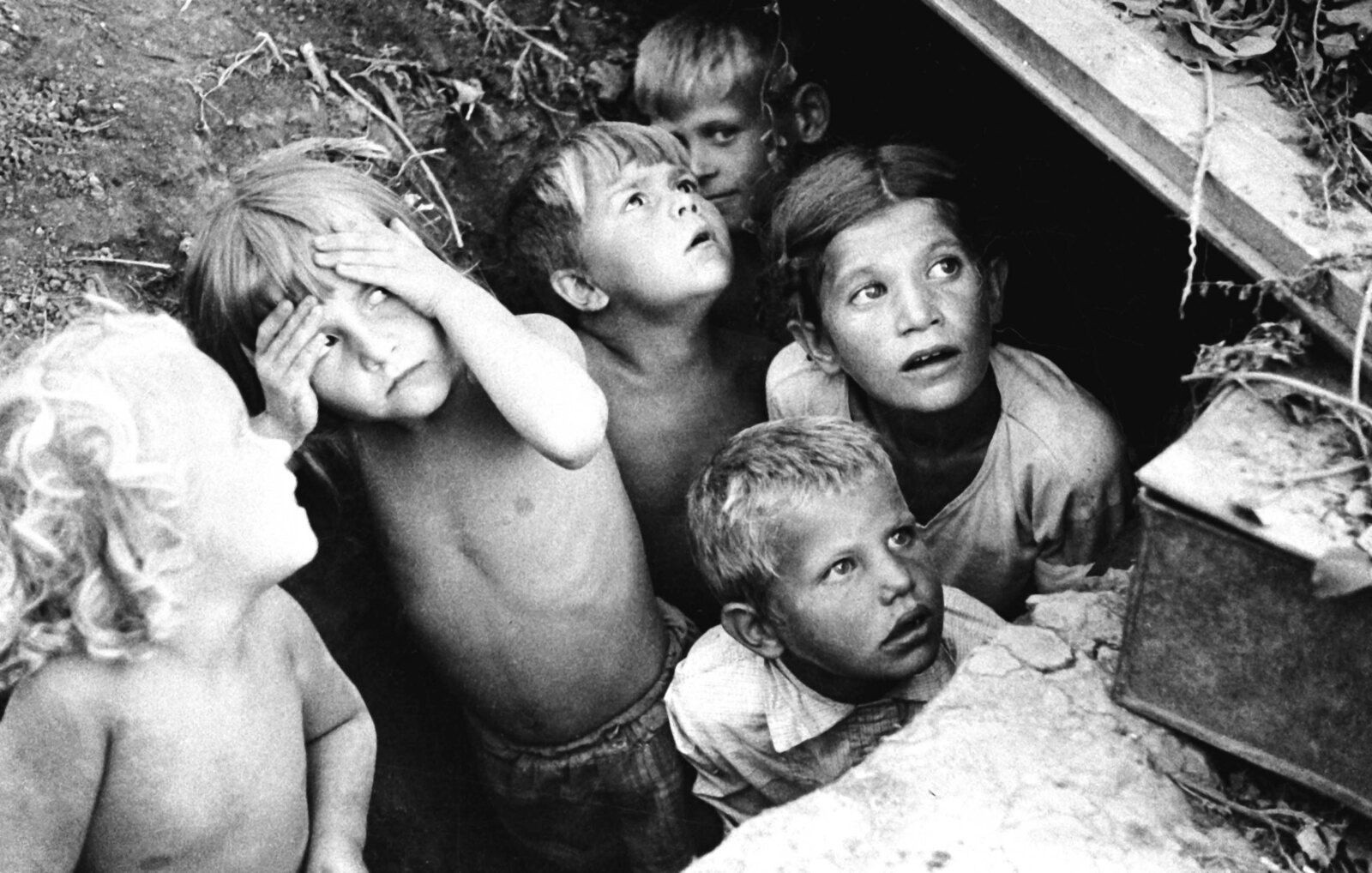
1941년 6월 21일 전쟁 개시 하루 후 독일 공습 중 리아 노보스티 보관실로 대피하는 소련 어린이.

소련에서는 전쟁 초기 패전 책임의 희생양을 찾고 있었다. 이미 6월 말에 소련군 서부 전선 사령관 드미트리 파블로프 장군이 패전의 책임을 뒤집어쓰고 반역죄로 기소되어 총살당했다. 공군 서부 관구 사령관 코페츠 소장은 6월 22일 저녁에 이미 권총으로 자살했다. 붉은 군대는 드네프르 강 및 다우가바강 동부로 후퇴하고, 소련 스탑스카는 서부의 많은 산업 시설의 철수에 관심을 두었다. 서부의 공장들은 해체되어 우랄산맥, 코카서스, 중앙아시아, 남동부 시베리아로 이동되었다. 산업 관련 노동자가 장비를 해체하고 동부로 떠나갈 때 민간인들은 알아서 도피하거나 침략 세력의 자비에 맡기게 되었다.
이오시프 스탈린은 사람들을 동쪽으로 이주시키고 독일 동맹과의 기본적인 공급을 끊고 파괴하는 초토화 작전을 명령했다. 이 명령을 수행하기 위해, 파괴 부대(destruction battalions)는 전방 지역에서 "의심스러운 사람"들을 총살하는 권한을 갖게 되었다. 파괴 부대는 마을, 학교 및 공공건물을 파괴했다. 이 정책의 일환으로, NKVD는 반소련 포로 수천명을 대학살하는 정책이 시작되었다.
모스크바 점령을 목표로 한 태풍 작전은 9월 30일에 시작되었다.

### 모스크바와 로스토프 (1941년 여름)
히틀러는 모스크바로의 전진을 위해 기갑집단의 이름을 기갑군으로 바꾸고 재편성했다. 태풍 작전으로 명명된 모스크바 공격은 9월 6일 작전 개시 명령을 내리고 9월 30일 시작되어 2 기갑군은 고속도로를 따라 오룔(10월 5일 점령)에서 오카강의 플랍스크까지 진격하고, 4 기갑군(북부 집단군에서 중부 집단군으로 재편성)과 3 기갑군은 두 개의 큰 포위망의 소련군을 없애는 동안 뱌지마와 브랸스크로 진격한다. 북부 집단군은 레닌그라드까지 도착하고 레닌그라드 철도망을 끊기 위해 므가(Mga)로의 공격을 시작했다. 이때부터 900일 동안의 레닌그라드 포위전이 시작되었다. 더욱 북쪽인 북극권에서는 독일-핀란드군이 무스만스크 공격을 시작하지만, 자파드나야 리트사 강(Zapadnaya Litsa River)에서 진격이 정지되고 무스만스크 점령은 좌절된다.

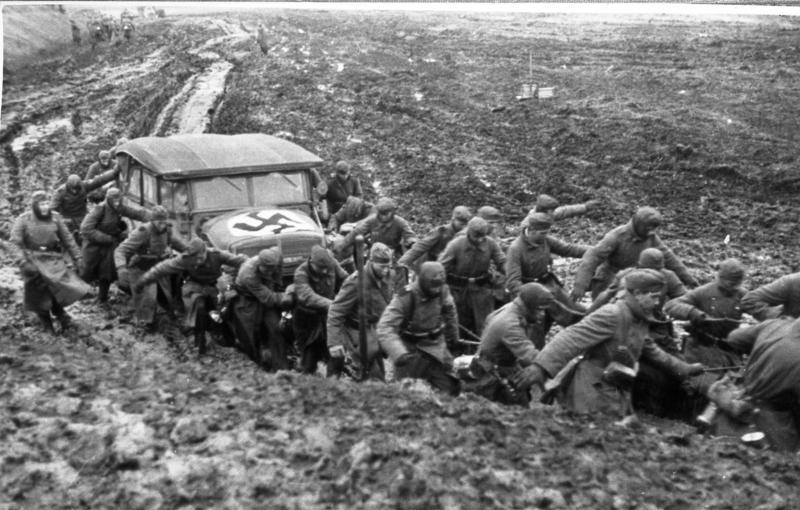
1941년 11월, 독일 국방군 병사가 라스푸티차(rasputitsa)기간 동안 진흙뻘에서 차를 세우고 확인하는 모습.

남부 집단군은 드네프르 강에서 아조프해까지 전진하며 하리코프, 쿠르스크, 도네츠크를 점령한다. 11 군은 크림 소비에트 사회주의 자치 공화국으로 전진하여 세바스토폴을 제외한 전 반도를 점령한다. 세바스토폴은 1942년 7월 3일 점령된다. 11월 21일, 독일군은 코카서스로 전진하는 길목인 로스토프 공격을 시작한다. 그러나, 독일군의 전선은 매우 신장되었고 소련 수비군은 1 기갑군 반격을 시작하여 독일군은 최초로 미우스 강(Mius River)까지 후퇴를 시작한다. 이는 전쟁 중 독일군의 중요한 첫 후퇴였다.

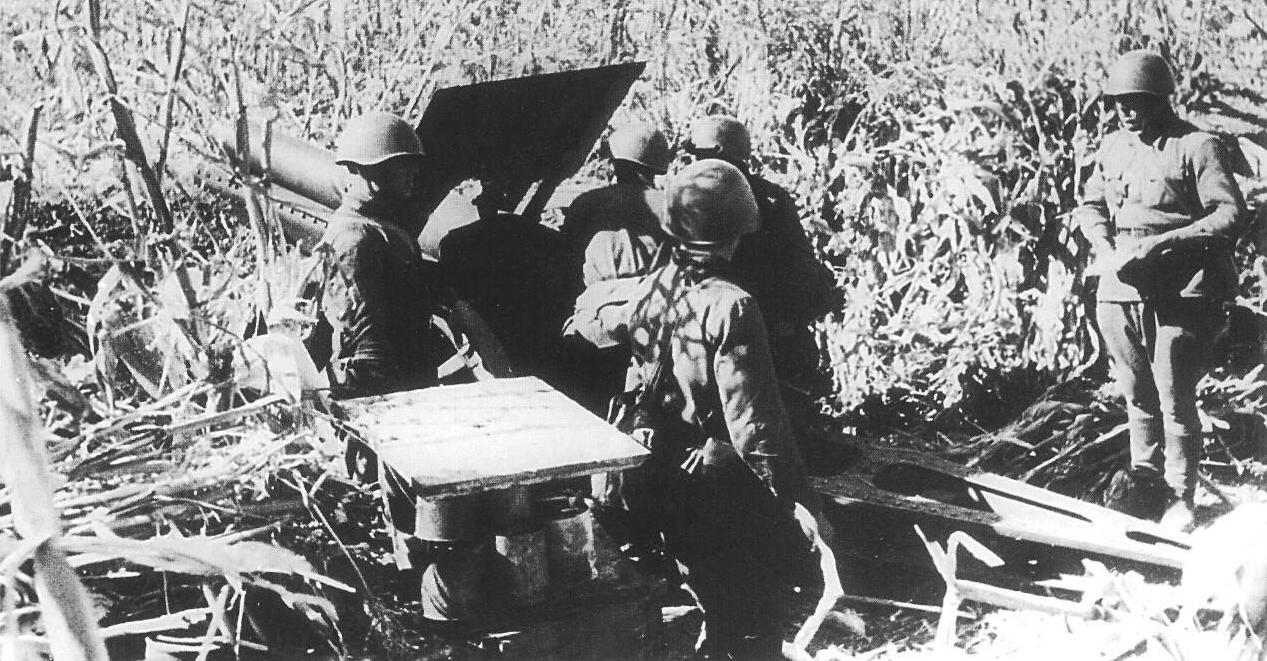
1941년, 오데사에서 전투하는 소련 소총병.

태풍 작전이 진행되던 중, 러시아의 날씨가 독일군을 괴롭게 했다. 라스푸티차가 온것. 10월 2주째에 비가 내렸고, 얼마 안 되는 도로가 끊임없는 진흙탕으로 변하면서 독일군의 각종 차량과 말, 병사들을 옴짝달싹하지 못하게 만들었다. 모스크바까지는 여전히 160킬로미터 남은 상황에서, 기온이 급강하하고 눈이 내리기 시작하면서 상황이 더욱 악화되었다. 진흙이 얼면서 차량들은 다시 움직일 수 있었지만, 방한복을 미처 갖추지 못한 병사들은 그럴 수가 없었다. 전쟁이 몇 달 안에 끝날 것이라고 기대했던 독일군 지도부는 겨울을 이겨낼 수 있는 장비를 갖추는 데 소홀했으며, 병사들은 이 시점까지도 여름 군복을 입고 있었다. 러시아의 동장군이었다. 여기에 추가적으로 독일과 러시아 철도 체계 사이에 궤도 폭이 달라 보급에도 어려움을 겪고 있었다.
10월 18일, 모스크바 북쪽 칼리닌(오늘날의 트베리)과 남쪽의 칼루가를 독일군이 점령하여 소련군을 포위할 움직임을 보였다. 주코프는 다시 병력을 철수시켰다. 그날, 모스크바에서는 혁명 기념행사가 열렸다. 전쟁 와중에 스탈린이 행사 강행을 결심한 것이다. 모스크바 방위를 위해 모스크바로 불려온 소련군 부대들은 갑자기 열병식을 준비하라는 명령을 받았고, 예년처럼 보병과 전차대가 모스크바 시내에서 열병식을 거행했다. 모스크바 시내를 행진한 소련군 부대들은 그대로 전선으로 향했다. 이때 스탈린의 연설은 어머니 러시아를 내세우며 민족주의 감정을 불러일으켰다.
독일군은 모스크바 주변을 둘러싸지만, 11월 15일 겨울 날씨가 시작되자 독일군의 모스크바 전진을 어렵게 했다. 11월 27일 4 기갑군이 힘키를 점령하며 크렘린 30km 이내까지 도달했다. 한편, 2 기갑군은 최선의 노력에도 불구하고 모스크바를 향하는 길목인 툴라 점령에 실패한다. 오르샤(Orsha, 러시아어: О́рша)에서 열린 프란츠 할더 장군과 3개 집단군 및 군 사령관 등 육군 참모 본부(Oberkommando des Heeres) 회의 이후, 모스크바로 계속 진격하기로 결정했다. 이때 중부집단군 사령관 페도르 폰 보크 원수는 적군이 집결하여 더 강해질 동안 앉아서 기다리느니 계속 몰아붙여야 한다고 주장했다.
그러나 12월 6일, 독일 국방군(독일어: Wehrmacht)은 공격 기세를 계속 유지하며 모스크바를 점령하기에는 너무 전력이 약해진 것이 분명해졌다고 판단했다. 소련군의 주코프는 그가 계획한 반격 작전을 12월 5일부터 시작했다. 반격 작전의 주축은 일본의 중립이 확실시 되어 여유가 생긴 잘 훈련된 시베리아 방면군 예하 병력이었다. 시베리아는 핀란드처럼 눈이 많이 내리는 지역이었기에 스키부대를 운용하고 있었는데, 눈으로 뒤덮인 겨울철 모스크바 공방전에서도 그들의 놀라운 기동력은 소련군에 큰 힘이 되었다.
이 시기 주요 전투는 다음과 같다.
- 태풍 작전
- 레닌그라드 포위전
- 로스토프 전투
- 세바스토폴 전투
- 키예프 전투
- 제1차 하리코프 전투

### 소련의 반격 (1941년 겨울)

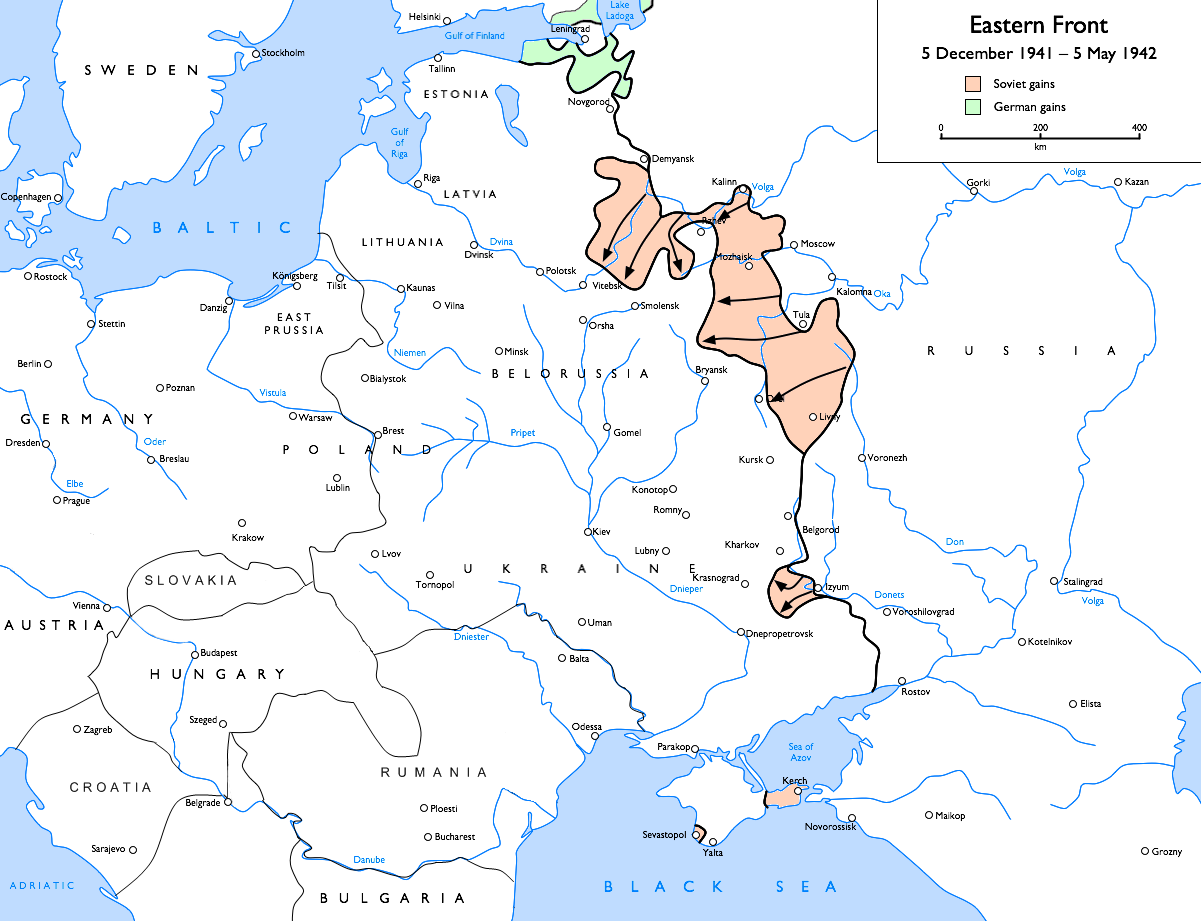
1941년 12월 5일부터 1942년 5월 7일까지 소련의 겨울 반격 공세도.:
소련 탈환 지역
독일 점령 지역

가을동안 스탈린은 시베리아와 극동의 무기가 잘 갖추어짐에 따라 새로운 병력을 유럽으로 재배치했다. 이 부대들은 일본의 공격에 대비하여 주둔하고 있었는데, 스탈린의 첩보원 리하르트 조르게가 일본은 동남아시아와 태평양을 공격하기로 결정했다는 보고를 해옴에 따라 안심하고 병력을 모스크바로 돌린 것이다. 독일은 소련에 예비대가 없다고 확신하고 있었다. 1941년 12월 5일, 이러한 지원군들은 T-34와 카튜샤 로켓의 지원을 받고 모스크바 주변 독일 방어선을 공격했다. 새로운 소련군은 스키 부대를 포함하여 겨울 작전에 대비한 장비를 갖추고 있었다. 12월 13일에 모스크바 시민들은 모스크바의 위기가 해소되었다는 소식을 접했고, 12월 15일에는 클린이, 12월 말에는 칼루가가 해방되었고, 툴라의 포위도 풀렸다. 체력이 다하고 얼어붙은 독일군은 1942년 1월 7일에는 처음 지점에서 100~250킬로미터까지 밀려났다. 주코프는 이 정도에서 소련군을 재정비하고 방어선을 강화할 생각이었지만, 자신감을 회복한 스탈린이 1월 5일 전면적인 반격을 명령했다. 추위와 피곤에 지친 독일군들은 1942년 1월 7일 모스크바 근처에서 후퇴했다.
소련의 반격이 1월 말까지 계속되는 동안, 셀링거 호와 르제프 사이에 독일 북부 집단군 및 중부 집단군의 중간 지점에 철도역을 목표로 한 소련의 추가 공격이 1월말에 시작되어 양 집단군의 틈새로 진격했다. 칼루가에서 모스크바 남서쪽으로 진격하며 소련군의 2개 공세 부대는 스몰렌스크로 모일 의도였지만, 독일군은 르제프 돌출부를 지키며 위치를 고수하며 싸웠다. 소련군 공수부대가 독일군이 점령한 도로고부시에 강하했지만, 성공하지 못했고, 살아남은 공수대원들은 독일군 전선의 후방에서 일어나고 있던 파르티잔 장악 지역으로 탈출했다. 북쪽에서는 소련군이 데미얀스크의 독일군을 포위했다. 데미얀스크의 독일군 수비대는 4개월 동안 공중 보급으로 버텼고 홀름, 벨리시, 벨리키예루키를 잇는 방어선을 세웠다.
아직 북쪽의 소련 2 군은 볼호프강에 묶여 있었다. 처음엔 일부 진전이 있었지만 더 이상 진전되지 않고 6월 독일 반격 때에 군이 절단되었다. 소련 지휘관인 안드레이 블라소프는 나중에 독일로 망명하여 러시아 해방군(Russian Liberation Army, ROA)을 창단한다.
남쪽에서는 소련군이 이줌(Izyum)에서 도네츠 강을 돌파하여 100킬로미터 종심으로 진격했다. 계획은 남부 집단군을 아조프 해에 못 박아 두는 것이었다. 그러나 겨울이 끝나가면서 독일군은 반격할 수 있었고, 제2차 하리코프 전투에서 지나치게 종심이 깊어진 소련군을 차단했다.

### 돈·볼가·코카서스 (1942년 여름)

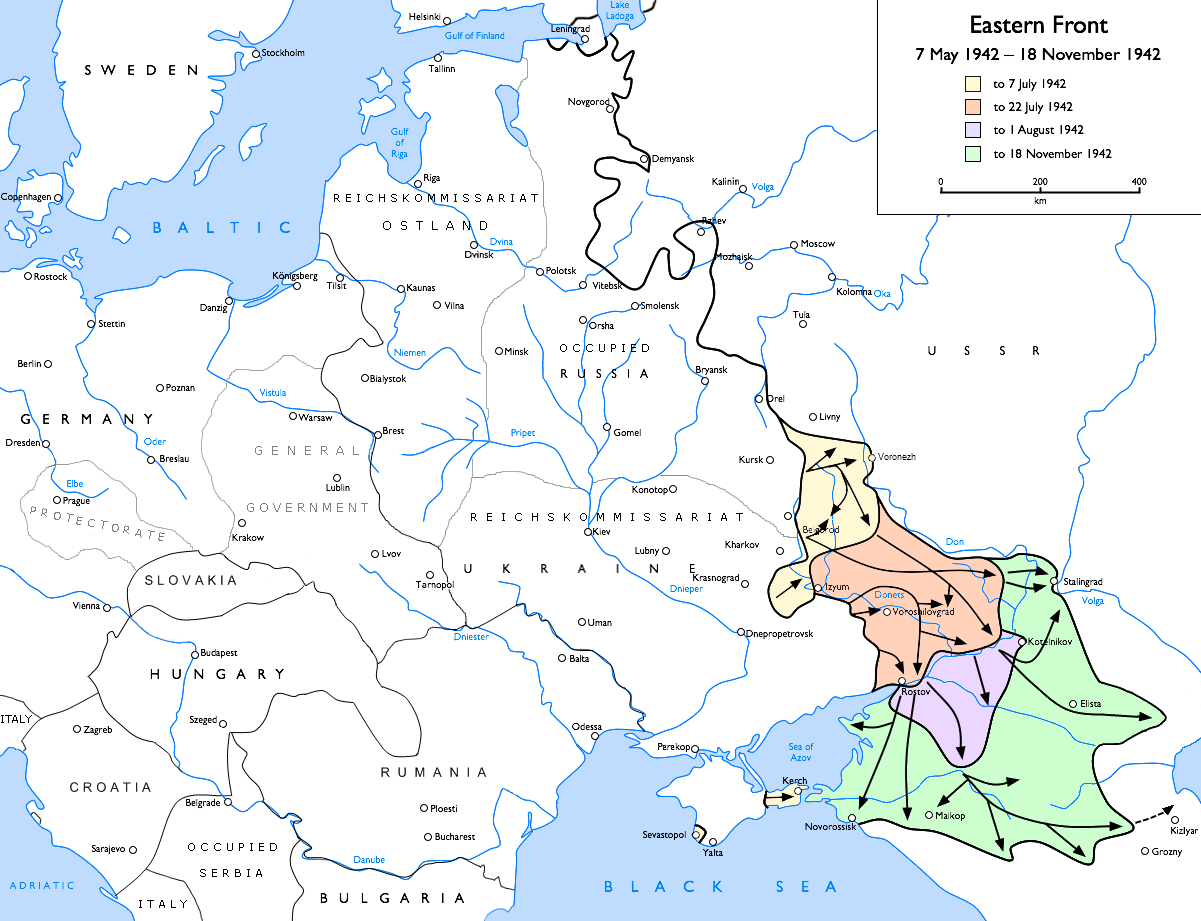
청색 작전: 1942년 5월 7일부터 11월 18일까지 독일 진격
7월 7일까지
7월 22일까지
8월 1일까지
11월 18일까지

1942년 6월 28일 독일군의 공세는 모스크바 공격을 상정하고 만들었지만, 실제 공세는 다른 방향으로 시작되었다. 석유자원을 확보하기 위한 카프카스지역의 확보가 전략적으로 중요하다 믿었기 때문이다. 남부 집단군은 전면으로 진군을 시작하여 보로네시 전투로 전면을 단단하게 한 다음 돈강 남서 방향으로 진군하기 시작했다. 대계획의 첫 번째는 돈 강과 볼가강으로 진군한 다음 바쿠 유전을 향해 코카서스로 전진하는 것이지만, 히틀러의 야망은 이 2가지 목표를 동시에 하는 것이었다. 로스토프는 1 기갑군이 합류한 이후 7월 24일 재점령했고, 그 다음 마이코프를 목표로 남쪽으로 진군했다. 이 작전의 일부로 샤믈리 작전이 실행되어 독일의 브란덴부르크 특수부대가 소련의 NKVD 복장을 하고 침투하여 마이코프의 수비 병력을 약화시켜 큰 저항 없이 1기갑군은 유전 생산지로 진격했다. 7월 29일, 스탈린은 “한 걸음도 물러서지 마라!”(Ni Shagu Nazad!)라는 스탈린 명령 제227호를 내렸다.

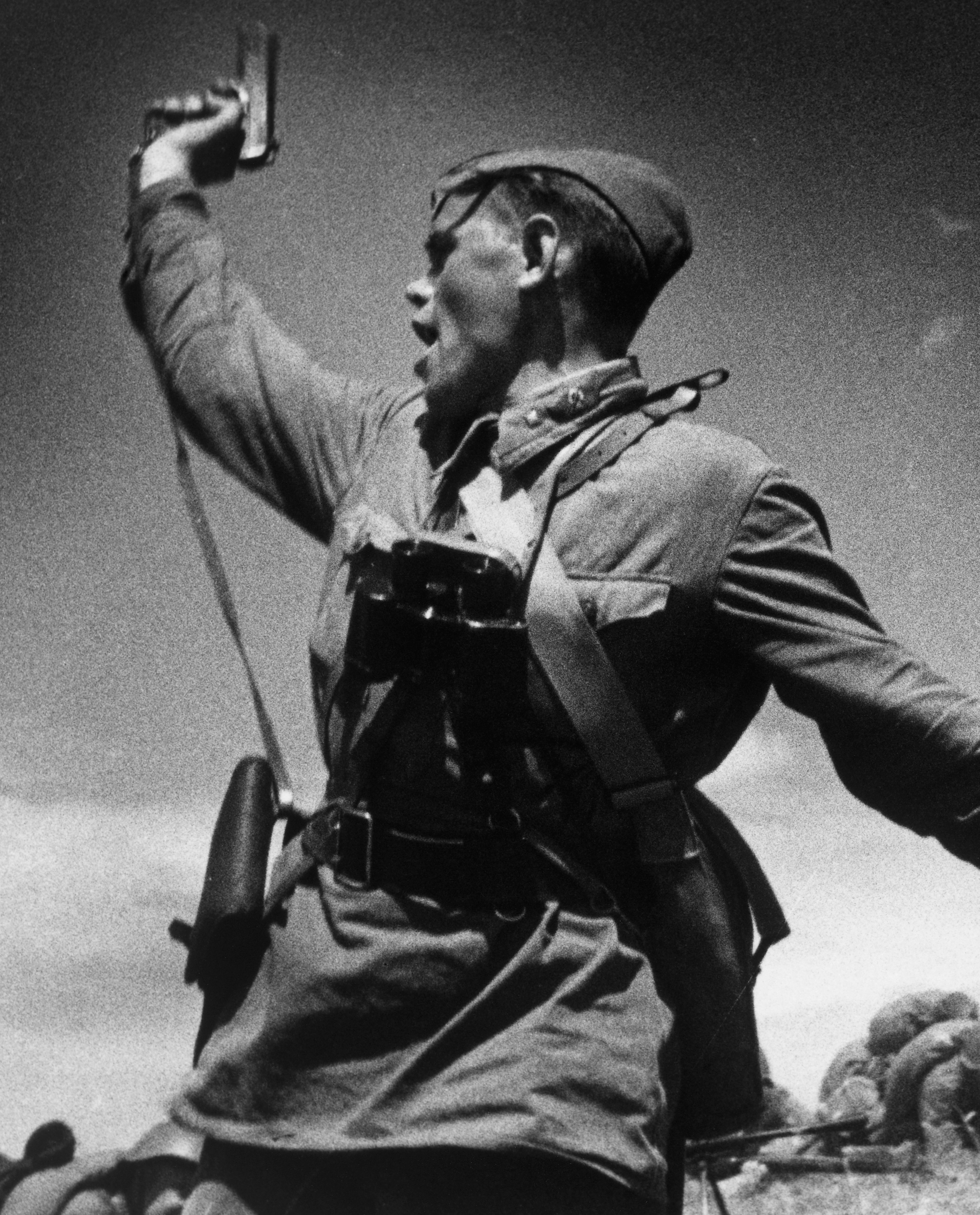
소련의 중위가 독일군으로 진격할 것을 촉구하는 모습(1942년 7월 12일).

반면에 막시밀리안 폰 바이크스의 B 집단군 예하 6 군(프리드리히 파울루스 장군 지휘)은 1 기갑군이 돈 강을 도하하는 것을 지원하기 위해 다른 곳으로 전용된 4 기갑군의 지원을 받지 못한 채 스탈린그라드로 진격하고 있었다. 이 무렵 4 기갑군이 스탈린그라드의 공격에 합류했다. 스탈린그라드의 소련군은 62 군과 64 군으로 구성되어 있었으나 64 군은 사실상 거의 와해된 상태였다. 스탈린그라드의 방어를 지휘할 62 군 사령관으로는 바실리 추이코프 장군이 임명되었다. 파울루스 대장은 스탈린그라드를 하루나 이틀이면 점령할 수 있으리라 생각했지만 추이코프도 만만치 않았다. 추이코프가 이끄는 소련군은 전투양상을 시가전으로 바꿈으로써 독일이 자랑하는 기갑 전력과 항공 전력의 공격력을 둔화시키고자 했다. 영화 에너미 앳 더 게이트로 유명한 바실리 자이체프는 부상을 입을 때까지 242명의 독일군을 저격하였고 이러한 저격병들의 활약은 독일군의 사기를 저하시켰다. 독일 제6군은 몇 차례에 걸친 공세로 한 번은 볼가 강에서 겨우 100미터 떨어진 곳까지 진격해 들어갔으나 그 이상을 밀어붙일 힘이 모자랐다.

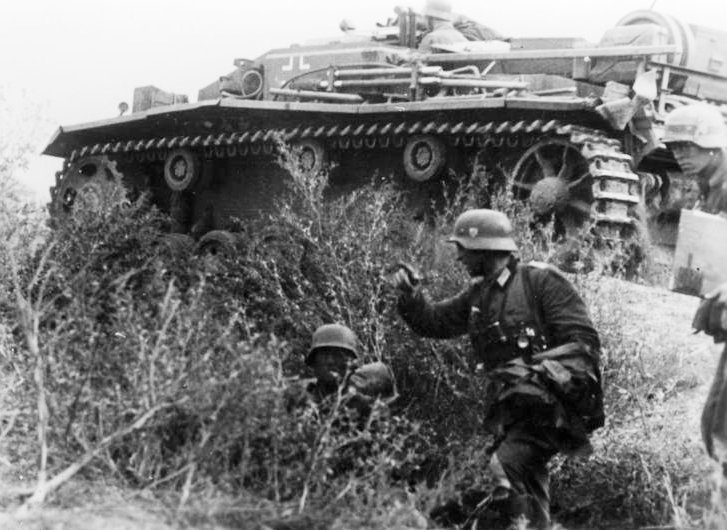
1942년 9월, 스탈린그라드 시내에서 독일 보병을 지원하고 공격하는 3호 돌격포.

남쪽의 1 기갑군은 카프카즈 구릉 지대와 말카 강에 도착했다. 8월 말 루마니아 산악군이 카프카스 선봉에 합류하고 루마니아 3 군과 4 군은 아조프 연해를 정리하는 임무를 성공적으로 마무리하고 스탈린그라드로 향하는 독일군의 측면을 엄호하기 위해 재배치되었다. 이들은 스탈린그라드의 양 옆으로 배치되었다. 트란실바니아를 둘러싸고 헝가리와 루마니아 간에 계속된 갈등을 염두에 두고, 돈 강 유역의 루마니아군은 헝가리 2 군과 이탈리아 8 군에 의해 떨어져 있었다. 이렇게 하여 1 기갑군 소속의 슬로바키아인 분견대와 6 군에 소속된 크로아티아인 연대를 포함하여 모든 히틀러의 동맹군들이 이 지역에 집결했다.
코카서스의 전진은 소강되어 독일군은 말고베크와 그로즈니 주요 선상에서 더 이상 과거에 전투했던 방식으로 전투할 수 없었다. 대신 이들은 남쪽에서 접근하기 위해 공세 방향을 바꿔 10월 말에 말카 강을 도하하고 오세티야 북부를 점령했다. 11월 첫째 주에 독일 13 기갑사단의 선봉은 오르조니키제 외곽에 도착했지만 기갑군이 후퇴했다. 러시아에서의 공세는 끝났다.

### 스탈린그라드 (1942년 여름)

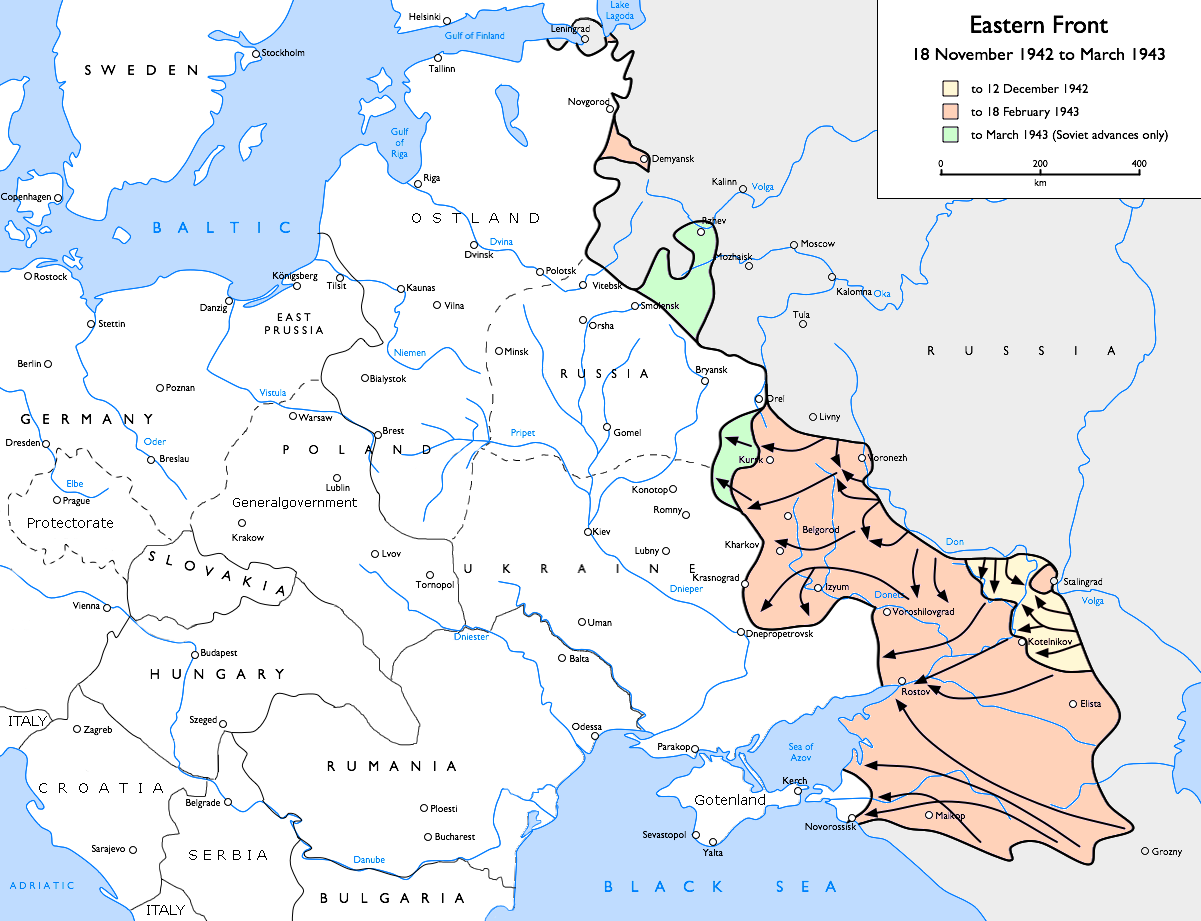
천왕성 작전, 토성 작전, 화성 작전. 1942년 11월 18일부터 1943년 3월까지의 소련의 탈환 지역:
1942년 12월 12일까지
1943년 2월 18일까지
1943년 3월까지 소련의 수복 지역

독일 6 군과 4 기갑군이 스탈린그라드 내에서 전투를 계속하는 동안, 소련군은 특히 루마니아군이 방어하고 있는 도시 양 쪽의 돈 교두보(bridgehead)로 집결하고 있었다. 이 공격은 1942년 11월 19일에 시작되었다. 천왕성 작전의 2개 소련 전선군은 루마니아군에게 공격을 가해 니콜라이 바투틴의 남서 전선군은 남쪽에서, 콘스탄틴 로코솝스키의 돈 전선군은 북쪽에서 돌파했다. 11월 23일 칼라치나도누에서 양 군이 합류했고 포위망 내 30만 명의 추축군이 갇혔다. 루마니아군 2만 7천여 명이 소련의 포로가 되었고, 스탈린그라드의 독일군과 독일군 전선 간에는 160km 가량의 간격이 생겨 버렸다. 이로써 스탈린그라드의 독일군은 고립되어 버렸고 공수를 통해 물자를 보급받아야 했다. 이와 비슷한 공세로 르제프 구역으로 알려진 스몰렌스크 지역에 화성 작전을 시작했으나 하루 만에 독일의 전술적 승리로 패배했다.

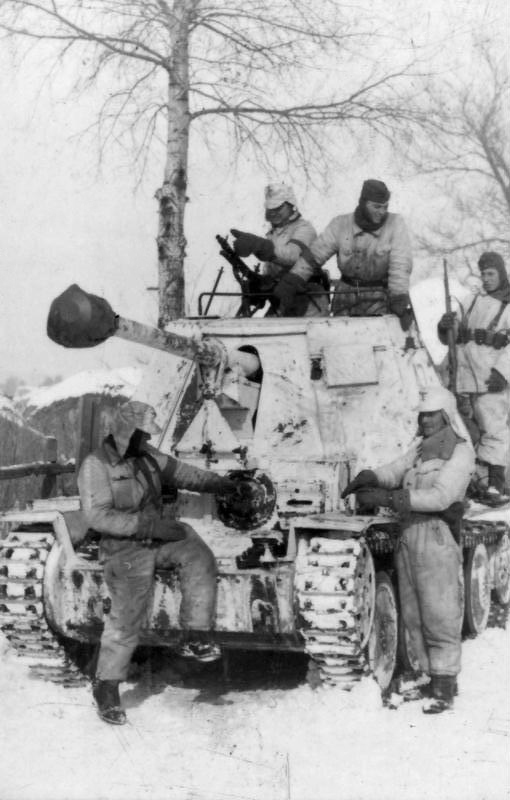
1943년 2월, 하리코프 근처의 1 SS기갑사단 LSSAH 병사.

독일군은 스탈린그라드의 포위를 풀기 위해 이동하는 러시아군을 향해 필사적으로 공격했고 헤르만 호트 대장이 이끄는 4기갑군이 스탈린그라드로 진격했지만 12월 12일에 진격이 막혔고, 그 시점에서 스탈린그라드라는 솥(Kessel) 이후 스탈린그라드의 6 군은 굶주림에 시달리게 된다. 겨울 폭풍 작전에서 에리히 폰 만슈타인이 이끄는 3개 기갑 사단은 악사이 강(Aksai river) 앞의 코텐르니코보(Kotelnikovo)까지 진격했지만, 목표 지점 65km를 앞두고 돈좌되었다. 만슈타인의 구원군은 12월 24일에 진격을 멈출 수밖에 없었고, 스탈린그라드의 파울루스 장군과 6군은 포위망에 갇힌 채 홀로 싸우게 되었다. 구조 시도를 막기 위해 소련군은 이탈리아군을 분쇄해 구호 시도 중인 사단을 후퇴시키고자 했고, 이 작전은 12월 16일부터 시작되었다. 또 다른 달성 목표로는 스탈린그라드로 수송되는 많은 항공기들을 격추시키는 것이었다. 소련군은 스탈린그라드 주변에 60개 사단을 배치하여 독일군을 압박했다. 1941년에 데미얀스크에서는 성공을 거두었던 공중 보급도 이번에는 실패로 돌아갔고, 전쟁 초반 거의 전멸하다시피 했다가 새로운 전투기로 부활한 소련 공군과 스탈린그라드 주변에 배치된 대공 화망, 그리고 악천후로 인하여 독일 공군의 공중 보급 작전은 수송기 488대 추락과 승무원 1천여 명 사망이라는 피해만 남긴 채 실패로 돌아갔다. 괴링은 하루 500톤의 물자 보급을 장담했지만, 실제로는 하루 평균 100톤 미만이었고, 12월과 1월에는 그나마 100톤도 보급할 수가 없었다. 소련의 공세는 매우 제한된 로스토프를 목표로 한 공세를 하고 있었고 이는 히틀러가 코카서스에 있는 A 집단군을 돈 지방으로 후퇴시킬 시간을 주었다.
1943년 1월 17일, 독일군 고립 지대는 원래 크기의 절반으로 줄어들었다. 1월 26일에는 스탈린그라드를 그 전해부터 지키며 독일군과 치열하게 싸워왔던 추이코프의 62군과 외부에서 포위망을 좁혀 들어오던 소련군이 만났다. 1943년 1월 31일, 독일 6 군의 생존자 30만 명 중 9만 명이 항복했다. 이 시점에 헝가리 2 군은 전멸하였다. 도시 북부에서는 2월 2일까지 산발적인 저항이 계속되었다.
소련군은 스탈린그라드 서쪽 돈 500km까지 진군했고, 쿠르스크(1943년 2월 8일 탈환)과 하리코프(1943년 2월 16일 탈환)까지 전진했다. 남부 전선을 유지하기 위해 독일은 2월 르제프 돌출부를 포기하기로 결정했고, 이는 동우크라이나 전선에서 반격할 수 있을 만큼의 병력을 모으게 되었다. 만슈타인의 군은 티거 전차로 무장되고 잘 훈련된 2 SS 기갑 군단(II SS Panzer Corps)으로 1943년 2월 20일 반격을 시작했고, 폴타바에서 시작하여 봄 해빙기가 시작된 3월 3주째까지 하리코프에서 제3차 하리코프 전투를 치렀다. 이 작전으로 인해 쿠르스크를 중심으로 한 폭 192킬로미터(120마일), 길이 96킬로미터(60마일) 규모로 독일군 쪽으로 불쑥 튀어나온 소련군의 돌출부가 형성되었다.(돌출부와 포위망(Salients, re-entrants and pockets) 참조)

### 쿠르스크 (1943년 여름)

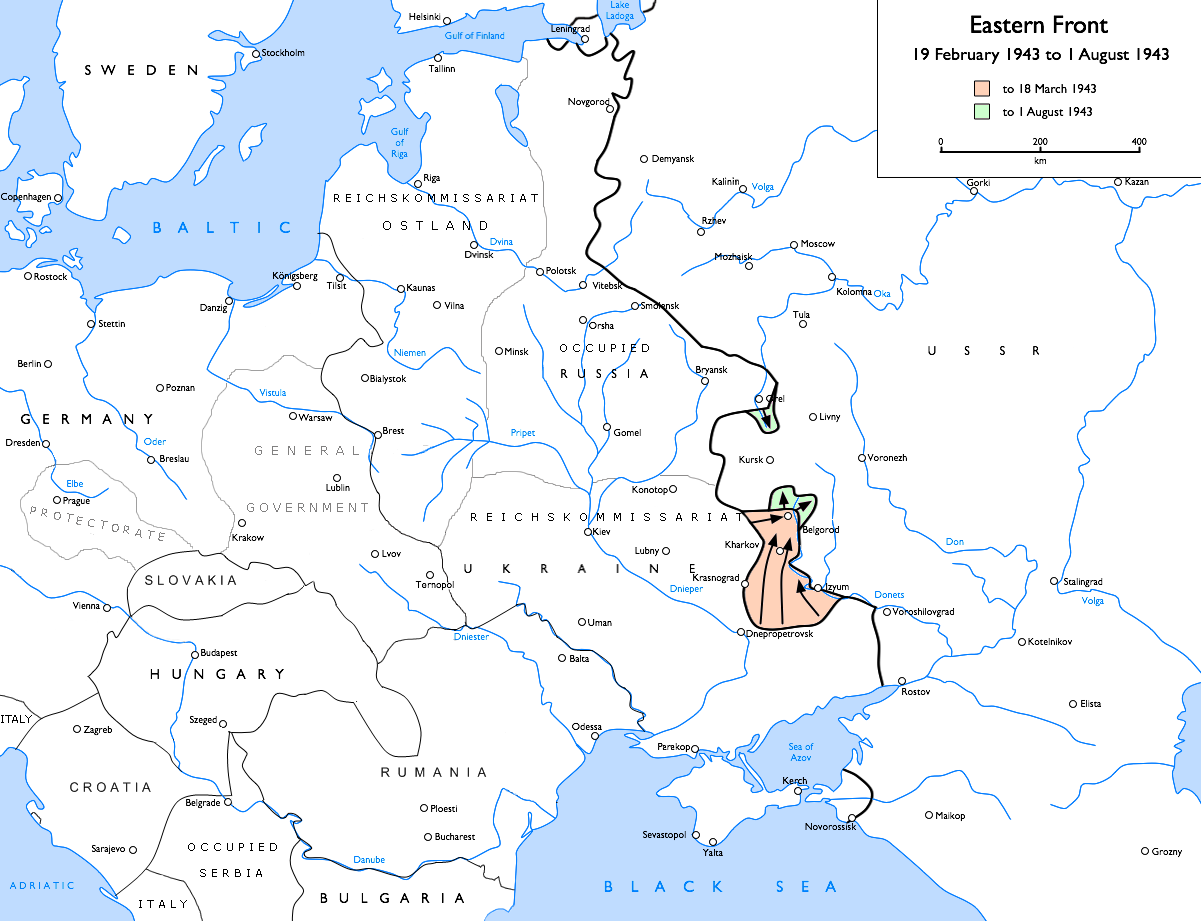
하리코프 및 쿠르스크에의 독일의 공격 (1943년 2월 19일~1943년 8월 1일)
1943년 3월 18일
1943년 8월 1일

1943년 3월, 얼음이 녹고 비가 내리자 전선은 잠시 소강상태에 접어들었고, 양측은 이 틈을 이용해 1943년의 전략 수립에 골몰했다. 스탈린그라드 전투의 충격에도 불구하고, 1943년 3월에 벌어진 3차 하리코프 전투에서 보여준 독일군의 능력은 아직 봄과 여름은 독일군의 계절이라는 것을 증명했다. 따라서 독일과 소련은 1943년 여름을 어떻게 보내야 할 것인지를 고민하지 않을 수 없었다. 소련은 대대적인 개혁과 미국의 원조 물자에 힘입어 현대적인 군대로 탈바꿈하면서 독일군과 대등한 전력으로 성장하며 격차를 좁히고 있었다.
스탈린그라드 점령 실패 후, 히틀러는 다가오는 전투 시즌에 대비한 작전 계획 수립을 독일군 최고사령부에 위임했고, 모스크바 공략전 실패 책임을 물어 해임했던 하인츠 구데리안 장군을 기갑총감으로 복직시켰다. 기갑총감은 직접 전선에서 기갑부대를 지휘하는 것이 아니라 후방에서 독일군 기갑부대를 위한 전차의 생산 및 배치, 기타 기갑부대 운용과 관련한 모든 것을 감독하는 자리였다. 참모 간 논의는 소련군의 쿠르스크 돌출부를 제거하려는 모든 시도에 대한 히틀러의 신경질에도 불구하고 한 방향으로 통일되었다. 히틀러는 소련군이 대전차포, 대전차 참호, 지뢰, 철조망, 참호, 토치카, 대포 및 박격포 등으로 쿠르스크의 방어 진지를 강화하고 있다는 것을 알고 있었다. 그러나 대규모 전격전이 개시되면, 소련군은 쉽게 무너질 것이고, 그 후 서부전선에 가해지는 연합군의 위협으로 주의를 돌릴 수 있으리라고 믿었다.
쿠르스크 전투의 작전 계획은 폰 만슈타인 원수가 “성채”(Zitadelle)라는 암호명으로 세웠다. 진격은 쿠르스크 북쪽 오렐 돌출부와 남쪽 벨고로드에서 시작될 것이었다. 작전 계획은 쿠르스크 돌출부를 남쪽과 북쪽에서 2개 기갑군을 날카로운 칼날삼아 우회 및 포위하여 남부집단군이 1941년부터 1942년 겨울까지 전선을 회복하여 소련군 주력을 제거하고, 더 나아가 남부 러시아를 재점령하거나 모스크바를 향해 북동쪽으로 진격할 수 있는 발판을 마련하는 것이었다. 독일은 1941년과 1942년 여름 동안 소련의 예비 인적 자원이 고갈되었다고 믿었지만, 소련은 여전히 재정비 중이었고, 아직 독일이 점령하지 못한 지역에서 병력을 충원하여 이동시키고 있었다.
군정보부(Abwehr)의 소련군 방어 진지에 대한 정보 수집은 스타브카가 지휘하고 스위스에 거점을 둔 루시 첩보망이 벌인 역정보전과 가짜 정보에 휘말려 알아낸 것이 적었지만, 장군들의 압력으로 히틀러도 쿠르스크 돌출부에 대한 공격에 동의했다. 그러나 히틀러는 새로운 전차인 판터와 티거를 비롯한 신장비가 어느 정도 생산될 때까지 기다려야 한다고 고집을 부렸다. 본래 만슈타인은 4월에서 5월로 작전 개시 예정일을 잡았지만, 히틀러의 고집으로 작전 개시일은 자꾸 연기되었다. 결국 독일군은 병력 90만 명, 전차 2,700대, 비행기 2천 대, 대포 1만 문을 준비할 수 있었다.
소련군 지휘부는 1941년과 1942년의 실패를 되풀이하지 않기 위해 독일군이 어느 방향에서 공세를 시작할지를 신중히 판단했다. 주코프를 비롯한 소련군 참모부는 가능한 정보를 모두 수집했고, 오렐과 볼고로드에 독일군이 집결하고 있는 것을 알게 되자 쿠르스크를 목표로 하고 있다고 판단하게 되었다. 그들은 2년간 독일과 전투 경험을 통해 독일군이 이번에도 두 갈래로 갈라져 자신들을 포위하려 들 것이라고 짐작했다. 결과론적인 얘기이지만, 그들의 판단은 옳았고 독일이 공격을 준비하는 동안 소련군도 이에 맞서서 종심이 아주 깊은 견고한 대전차 방어 진지를 구축하고 병력을 집결시키기 시작했다. 스탈린도 이번에는 자신의 의견을 강요하지 않고 장군들의 의견을 경청하고 그들의 건의를 받아들였다.

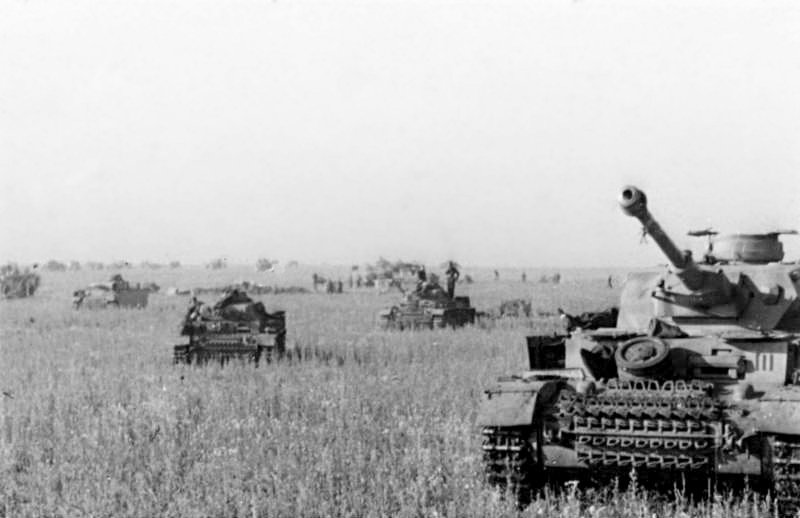
쿠르스크에서 전진하는 독일군 전차. 쿠르스크 전투에서 약 3천대의 전차가 교전했다.

돌출부 북쪽은 콘스탄틴 로코솝스키 장군의 중앙 전선군이 담당했고, 남쪽은 니콜라이 바투틴 장군의 보로네시 전선군이 맡았다. 그들의 뒤에는 예비대로 브랸스크 전선군과 남서부 전선군이 증강되었고, 전선 150마일 뒤에 이반 코네프 장군의 스텝 전선군이 대기했다. 소련군의 총 병력은 병력 133만6천 명, 전차 3,444대, 항공기 2,900대, 대포 1만9천 문으로 증강되었다. 소련군에게 다행인 것은 독일 측의 공격 계획과 관련한 정보가 계속 들어오는 것이었다. 다만 언제 공격이 정확하게 시작될지는 한동안 불분명했다. 루시 첩보망이 계속 정보를 보내왔지만, 독일도 가짜 정보를 흘려보내곤 했다. 스위스뿐만 아니라 영국 내 공산주의자 조직도 관련 정보를 보내왔다. 소련군 지휘부는 독일군의 공격 날짜를 알 수 없어서 계속 초조해 했다. 결정적 정보는 6월 말에 소련군 정찰대가 붙잡은 독일군 포로들에게서 나왔다. 그들을 통해 독일군이 전투 배치에 들어갔다는 사실이 확인되었고, 7월 2일에 소련군은 1급 경계 태세에 들어갔다. 7월 4일, 돌출부 남쪽에서 붙잡힌 독일군 병사가 공격이 다음날 새벽 3시라고 실토했다. 주코프는 독일의 공격 예정 시간보다 30분 이른 새벽 2시 30분에 선제공격을 명령했고, 소련군 포병대가 독일군보다 먼저 포격을 시작했다. 쿠르스크 전투는 이렇게 시작되었다.
전선 북쪽에서는 9군 전 병력이 르제프 돌출부에서 오렐 돌출부로 재배치되어 마로아항겔스크(Maloarkhangelsk)에서 쿠르스크로 진격할 예정이었다. 담당 정면은 50킬로미터였으며 상대하는 적은 소련군 13군과 70군이었다. 그러나 9군은 소련군이 부설한 지뢰밭을 비롯한 소련군의 종심 방어에 고전하면서 공격 예봉이 꺾였고, 일주일 동안 7~12킬로미터를 전진하는 데 그쳤다. 첫 번째 목표 지점이었던 8킬로미터 지점의 올호바트카(Olkhovatka)도 통과하지 못했으며, 진격 방향은 올호바트카의 서쪽에 위치한 포이뉘리로 바뀌었다. 그러나 9군은 이곳에서조차 소련군의 방어선을 뚫을 수 없었고, 방어 체제로 돌아서야 했다. 소련의 로코솝스키는 7월 6일부터 기존의 13군 및 70군 외에 2전차군과 기타 부대를 동원하여 독일군과 싸웠다. 소련군은 간단히 독일군의 압력을 흡수했으며 그걸 다시 되받아쳤다. 7월 12일, 소련군은 지즈드라 강(Zhizdra river)에 면한 211사단과 293사단 사이의 전투경계선을 따라 뛰쳐나가 카라치프를 향해 진격했다. 독일 9군은 진격은커녕 7월 4일부터는 실질적으로 후퇴하기 시작했다.
헤르만 호트 대장이 지휘하는 3개 기갑군단으로 구성된 4기갑군이 선봉으로 나선 남부의 공세는 북부보다는 성공적이었다. 상부 도네츠의 좁은 회랑을 따라 진격하면서 2 SS 기갑군단과 대독일 기갑척탄병사단은 지뢰밭을 통과하며 싸우면서 상대적으로 고지대인 오보얀으로 진격했다. 소련의 거센 저항이 공격 방향을 전선 동쪽에서 서쪽으로 이동시켰다. 그러나 독일군 전차부대는 프로호르프카 외각의 소련 5근위전차군 예비대와 교전하기 전에 25킬로미터 가량을 확보했다. 전투는 7월 12일에 벌어졌으며, 전투에 참가한 전차는 대략 1천여 대 정도다. 그러나 실제로 프로호르프카 방면에서 소련군과 싸운 부대는 1SS기갑사단 LSSAH 소속 70여 대였고, 소련군은 대략 800여 대 가량의 전차를 투입했다.
프로호르프카 전투에서 소련군은 나름대로 성과를 거두었으나 피해도 컸다. 약 800여 대의 경전차 및 중전차를 보유한 소련 5근위전차군은 2SS기갑군단의 예하 부대들과 전투했으며, 양측의 전차 손실은 지금도 논쟁 중이다. 그렇지만 소련의 5근위전차군은 원래 목적을 달성하지는 못했지만, 독일군의 진격을 저지하는 데는 성공했다. 그날이 저물 무렵, 양측은 현 위치에서 고착된 채 싸워야 했으나 북부 전선에서는 고착 상태에도 불구하고, 에리히 폰 만슈타인 장군은 4기갑군으로 공격을 계속 진행시킬 생각이었다. 그러나 소련 전선은 독일이 가진 모든 인력과 장비를 빨아들일 수 있었고, 성채 작전에서 독일군의 전략적 공세는 중지되었다. 남쪽에서 소련군이 시작한 반격 작전이 성공할 때, 북쪽 오렐 돌출부에서도 강력한 소련군의 공세 작전이 개시되어 독일 9군의 우익을 돌파하는 성과를 거두었다. 또한 연합군이 7월 10일에 시실리에 상륙하면서 히틀러는 7월 13일 쿠르스크 공세를 취소하기로 결정했다. 독일이 소련에서 벌인 마지막 전략 공세는 8월에 계속되는 소련의 대규모 공세를 막아내는 것으로 바뀌면서 끝나게 되었다.

쿠르스크 공세는 독일 육군(Wehrmacht)이 1940년과 1941년 규모로 벌인 마지막 공세였으며, 이후에 벌인 공세는 예전에 보여준 모습에 한참 못 미치는 것이었다. 패배 이후, 히틀러는 그의 장군들을 믿지 못하게 되었고, 그의 정신적 상황이 악화되면서 독일의 전략 결정은 수준이 떨어지게 되었다. 쿠르스크 전투에서 히틀러는 병력 50만 명과 천대의 전차를 잃는 대가를 치렀으며 이후 동부 전선에서 차후의 전쟁 수행을 방해하게 되었다.
쿠르스트전역 패전의 중요 원인을 집는다면, 소련군에게 방어할 시간을 주었다는 것이 일차적 원인인데, 히틀러가 폰 만슈타인의 의견을 따르지 않은 것이 문제였다. 또 전략과 정보전에서 독일군이 졌다. 독일군의 강점인 기동성을 무력화시키는, 종심이 깊게 늘여진 각종 전차진격방해물을 설치하면서 대포로 타격하는 소련군의 전략이 좋았고, 그런 전략을 은폐하기 위한 항공기의 정찰과 폭격을 기만한 소련의 위장술도 교묘했다. 또 하나의 원인이라면 미국의 참전으로 인해 아프리카에서 고전하면서 전력을 분산해야하는 독일군의 처지와 자원란도 들 수 있다. 대공권을 서서히 잃어가면서 독일공업지역이 폭격을 받을수록 독일의 전쟁물자생산능력이 떨어지면서 독일의 패전국면은 가속화되었다.

### 전세의 전환 (1943~1944년)

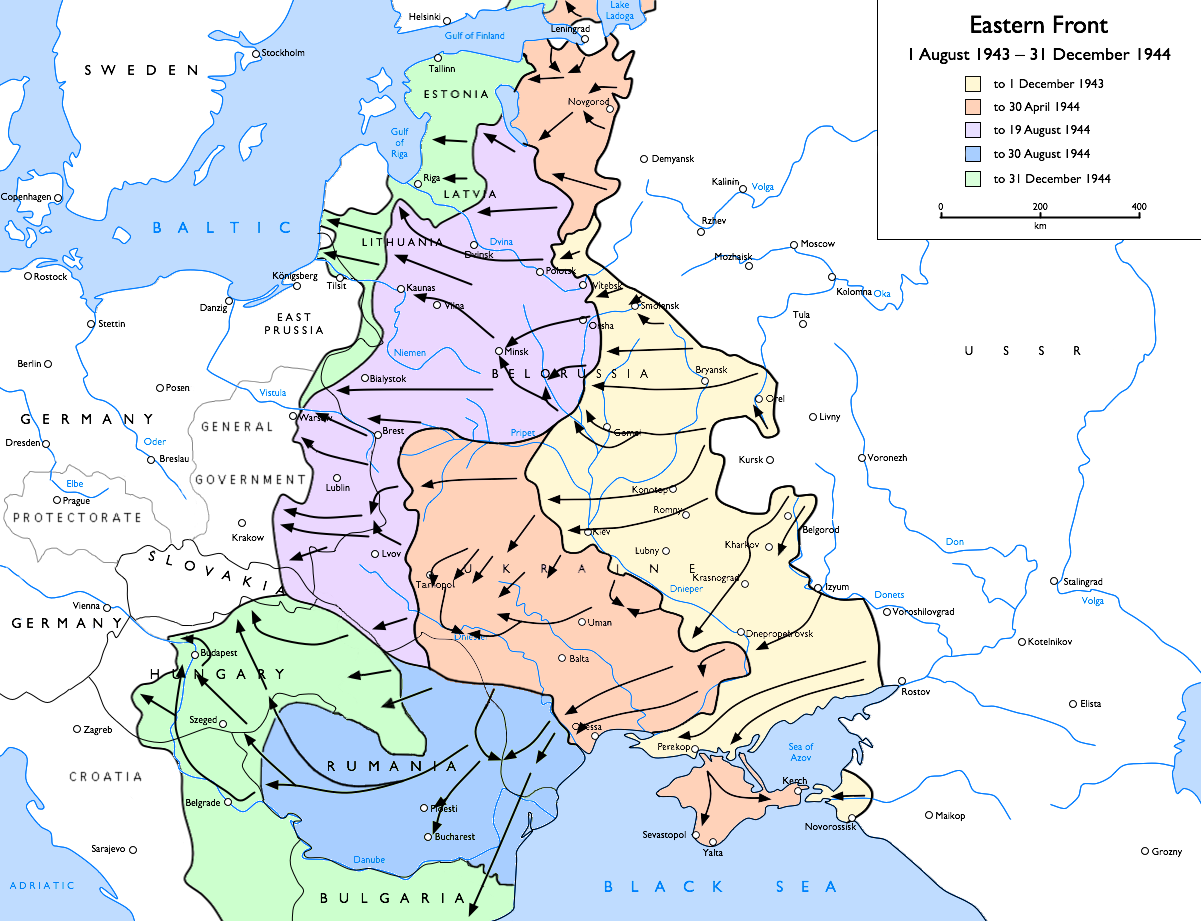
1943년 8월부터 1944년 12월까지 동부 전선.
1943년 12월 1일까지 전선 현황
1944년 4월 30일까지 전선 현황
1944년 8월 19일까지 전선 현황
1944년 12월 31일까지 전선 현황

7월 12일, 소련군은 쿠투조프 작전이라는 이름으로 독일의 오렐 돌출부로 본격적으로 진격하기 시작했다. 바실리 소콜롭스키(Vasily Sokolovsky) 장군의 서부 전선군 예하 11근위군이 주공이었고 좌익에서는 브랸스크 전선군의 61군이 조공을 맡았다. 7월 13일에 브랸스크 전선군 예하 3군과 63군이 공세에 나서 9킬로미터의 돌파구를 열었고, 7월 14일에 이 돌파구로 소련 3전차군이 쏟아져 들어갔으며, 11근위군이 뚫은 돌파구로는 소련 1전차군과 소련 5전차군이 돌파구 확대를 맡았다. 소련 3전차군은 8월 5일에 오렐에 입성했고, 브랸스크 전선군도 같은 날 브랸스크에 입성했다.
남쪽에서는 쿠르스크 남부에서 소련군이 대규모 공세를 취할 능력은 없다고 생각한 만슈타인 장군이 24군단과 48기갑군단으로 하여금 소련군이 드네프르 강과 미우스 강을 건너지 못하게끔 남쪽으로 이동시켰다. 소련군은 이것을 놓치지 않고 하리코프 탈환을 위한 루미얀체프 작전을 개시했다. 이 작전은 보로네시 전선군과 스텝 전선군을 동원했고, 여기에 독일군을 기만하기 위한 가짜 부대를 만들었다. 루미얀체프 작전은 8월 3일에 시작되었다. 8월 5일 저녁, 소련군은 벨고라드를 탈환했다. 히틀러가 총애하는 대독일사단(Grossdeutschland Division)이 급히 베오그라드에서 카라체프로 달려왔지만 소련군의 공세를 막을 수는 없었다. 8월 6일과 7일 사이에 대독일사단이 거둔 성과는 주공 방향에서 서쪽으로 진격하는 소련 40군의 2차 공격을 저지하는 정도였다. 8월 11일 하리코프 북서쪽 30킬로미터 지점의 보고두호프에서 소련 1전차군의 선도 부대와 SS기갑사단 간에 전투가 벌어졌다. 이 전투를 소련 측에서는 벨고로드-하리코프 작전이라 부르고, 독일 측은 4차 하리코프 공방전이라 부른다. 초전은 독일군이 승리했지만, 8월 13일부터 8월 17일 사이 독일군은 소련군에 패해 후퇴전을 펼쳐야 했다. 소련군은 남쪽으로 8월 5일에 벨고로드를 탈환하고, 하리코프로 진격했고 8월 22일에 하리코프는 최후의 시간을 맞이했다. 소련군이 하리코프를 탈환한 것은 8월 28일이었다.
1기갑군과 재편된 6군으로 구성된 미우스 강에 배치된 독일군은 8월 즈음에 이르러 자신들이 담당한 전선을 소련군의 맹공으로부터 지켜내기에는 너무 약화되어 있었고, 소련군이 그들을 공격하자 돈바스(Donbass) 산업 지구를 지나 드니에프르 강으로 철수해야 했다. 이는 독일이 소련을 착취할 목적으로 침략했던 산업자원과 땅의 절반을 잃는 것이었다. 이때 히틀러는 장군들에게 드니에프르 강 방어선으로 철수를 허가했다. 이 방어선은 독일이 독일 서쪽 국경을 따라 건설한 요새 방어선인 지크프리트 선(Westwall, 서부 방어선)과 유사한 방어선으로 동부 방어선(Ostwall)이라 불렸다. 문제는 그 방어선이 아직 건설되지 않았다는 점과 함께, 남부집단군이 9월에 동부 우크라니아에서 철수해 드네프르 강을 건너 후퇴할 때, 소련군이 그들 뒤에 맹렬하게 따라붙었다는 점이다.
소련군 니콜라이 바투틴 장군이 지휘하는 선봉부대가 9월 19일에서 23일 사이에 드네프르 강에 도착했고, 부교를 만들 장비가 부족했음에도 불구하고 소련군은 끈질기게 폭 3킬로미터의 넓은 강을 건너 40개의 교두보를 9월 19일에서 9월 26일 사이에 건설했다. 파벨 리발코의 3근위전차군 소속의 2개 전차 군단은 1개 독립 기병 군단의 증원을 받아 보로네시 전선군의 선봉부대로 재배치되어 있었는데, 이들 군단 소속의 보병부대는 벨리키부크린 교두보를 장악했다. 9월 24일, 부크린 교두보의 카네프(Kanev)에 소련군 공수부대의 강하는 소련군이 교두보 확보를 목적으로 한 2차 시도였는데, 이들은 18개월 전 도로고부시(Dorogobuzh)에서처럼 운이 좋지 않아 격퇴되었다. 소련군은 모르고 있었지만 그들의 강하 지점에 독일군은 19기갑사단과 1개 기갑척탄병사단, 3개 보병사단을 접근시키고 있었던 것이다. 이들 중에서 19기갑사단이 소련군 공수부대를 격퇴했다. 부크린 교두보 근처에 있던 10기갑척탄병사단 및 34보병사단, 57보병사단으로 구성된 독일 24기갑군단은 후퇴가 늦어져 9월 23일 오후부터 카네프 철교를 건너 후퇴를 시작해 24일 새벽에 철수를 마무리하고 교두보 봉쇄 대열에 합류했다.

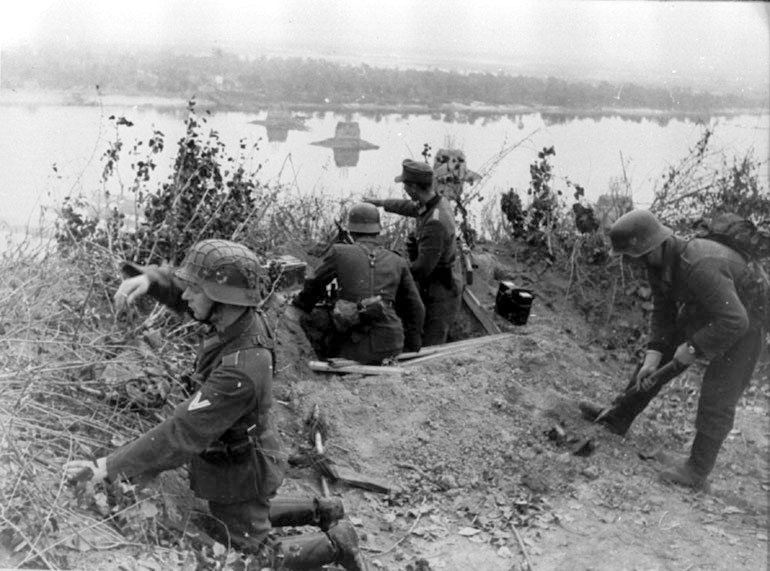
드네프르 강을 방어하는 독일군.

9월부터 10월까지 독일군은 드네프르 강 방어선을 사수하고자 필사적으로 노력했지만 소련군의 교두보 확장을 막을 수 없었고, 소련군은 중요한 드네프르 강 도시들을 탈환했다. 가장 먼저 자포로지예(Zaporozhye)가 탈환되었고, 드네프로페트로프스크가 뒤를 이었다. 소련군은 키예프 북쪽 류테즈(Lyutezh) 인근의 습지에 1개 소총병사단(보병사단)으로 교두보를 확보했다. 이곳은 습지대라 소련군이 돌파하지 않을 것이라 생각한 독일군이 주의를 기울이지 않은 곳이었다. 소련은 이곳에 비밀리에 안드레이 그리고르예비치 크랍첸코(Andrei Grigoryevich Kravchenko) 중장의 5근위전차군을 투입했고, 10월 말에 다시 리발코의 3전차군 전체를 비롯한 증원 병력을 이곳에 배치했다. 마침내 11월 3일 보로네시 전선군에서 이름을 바꾼 소련군 제1우크라이나 전선군이 이 교두보에서 발진했고, 11월 6일에 우크라이나의 수도이자 소련에서 3번째로 큰 도시였던 키예프를 탈환했다.
한편 다른 전선에서는 로코솝스키의 중부전선군은 10월 15일에 드네프르 강 방어선을 호멜 남쪽에서 돌파하여 벨라루스 방면으로 진격할 수 있는 교두보를 마련했고, 톨부힌 대장의 남부 전선군은 10월 13일에 독일군 방어선을 돌파하여 독일 17군을 크림반도에 고립시켰다.
키예프 서쪽 약 130킬로미터(80마일) 지점에서 여전히 소련군 전력이 약해진 상태라고 믿고 있던 4기갑군은 11월 중순에 지토미르에서 SS기갑군단이 테테레브 강을 따라 벌인 대담한 측면 포위에 힘입어 소련군 교두보를 무력화시키는 반격에 성공했다. 그러나 독일 48기갑군단이 파스토프 근처에서 소련 3근위전차군을 저지하긴 했지만, 파스토프를 탈환하지 못하는 등 반격 작전은 큰 성과를 거두지는 못했다. 만슈타인 장군은 48기갑군단을 바투틴의 우익을 위협하도록 병력을 돌렸다. 그러나 독일군의 반격은 브루실로프에서 다시 소련군에게 저지당했다. 11월 말에서 12월 초에 만슈타인은 2회의 반격 작전으로 소련군을 다시 드네프르 강으로 몰아내려고 시도했으나 결정적인 전과를 거두지는 못했다. 12월 19일, 만슈타인의 남부집단군은 코로스텐과 키예프를 잇는 철도선에서 반격을 시작해 코로스텐을 점령했다. 만슈타인은 코로스텐의 소련군이 4개 군단 급이라고 생각했지만, 이곳에 배치된 부대들은 소련이 보다 남쪽의 브루실로프에서 숨겨둔 반격의 주공을 감추기 위해 남겨둔 미끼였다. 니콜라이 바투틴의 소련 1우크라이나 전선군(보로네시 전선군이 이름을 바꾼 것임)이 지토미르를 목표로 독일군을 공격했고, 결국 크리스마스 이브에 독일군은 다시 후퇴하기 시작했다. 소련은 1944년 1월 3일에 1939년 당시 소련과 폴란드 국경에 도착할 때까지 철도를 따라 계속 진격했다.
남쪽에서는 이반 코네프의 2우크라이나 전선군(스텝 전선군이 부대명을 바꾸었다)이 크레멘추크에서 드네프르 강을 도하하여, 로트미스트로프 중장의 5근위전차군이 선봉을 맡아 크리보이로크 교두보를 확장하며 서쪽으로 진격했다. 11월과 12월에 독일군이 SS사단과 기갑사단들로 반격을 시도했지만 소련군의 교두보를 봉쇄하는 데는 실패했다. 반면, 소련군도 독일군의 니코폴 교두보를 일소하지는 못했다. 1944년 1월 둘째 주에 2우크라이나 전선군은 방향을 북쪽으로 틀었고, 바투틴의 1우크라이나 전선군은 폴란드로 진격하던 중 남쪽으로 방향을 틀어 선봉인 5근위전차군이 키로보그라드를 점령했다. 이 시점에서 주코프는 1우크라이나 전선군과 2우크라이나 전선군을 통합해서 지휘하기 시작했다. 주코프의 다음 목표는 독일군의 코르순-쉡첸콥스키 돌출부 지역이었다.
이 지역은 드네프르 방어선에 마지막으로 남은 독일군 점령 지구였으며 1기갑군과 8군 사이에서 북동 방향으로 돌출한 곳이었다. 코네프의 2우크라이나 전선군은 돌출부의 남동쪽에, 1우크라이나 전선군은 북서쪽에 포진하고 있었다. 코네프는 병력 대부분을 코르순-쉡첸콥스키 남동쪽으로 이동시켜 1월 24일 4근위군과 53군을 동원하여 공격을 시작했고, 1월 25일에 로트미스트로프의 5근위전차군과 5근위기병군단이 공격에 투입되었다. 바투틴은 이틀 뒤에 공격을 개시했다. 이 두 전선군이 연결되면서 10개 사단의 독일군이 체르카시 서쪽 코르순-쉡첸콥스키에서 포위되었다. 2월 3일, 북서쪽에서 진격해온 크랍첸코의 6전차군과 남동쪽에서 진격해온 로트미스트로프의 5근위전차군이 독일 11군단과 42군단을 포위했다. 이 두 군단은 약체화된 5개 보병사단 이상과 5SS기갑사단 비킹으로 구성되어 있었다.
히틀러의 드네프르 방어선 사수 의지는 매우 강력했는데, 절망적인 패배 국면인 이 시점에서도 체르카시 포위망을 탈출할 수 있고, 심지어 키예프로 진격하는 것도 가능하다고 믿고 있었다. 그러나 만슈타인은 히틀러와 달리 포위망 근처까지 진격하는 것도 의심스러웠고, 그래서 포위된 부대의 탈출을 건의했다. 스탈린그라드 전투가 재연될 수 있는 상황이었다. 일단 포위망에 갇힌 4군단 베르너 슈템머(Werner Stemmermann) 포병대장은 방어를 강화하고 소련군과 싸웠다. 다시 독일 공군이 2월 9일부터 14일까지 보급품을 공수했지만 그나마 날씨 때문에 중단해야 했다. 2월 8일, 독일군은 1기갑사단, 16기갑사단, 17기갑사단 및 1SS기갑사단 LSSAH를 동원하여 소련 6전차군을 상대로 반격에 나서 성공을 거두었다. 스탈린도 이 포위망에 갇힌 병력을 섬멸하고자 병력을 증원해 주었지만 2월 17일 아침, 포위된 독일군은 5SS기갑사단 비킹을 선두로 서쪽으로 강을 건너 탈출하기 시작했다. 후퇴에 앞서 슈탬머 포병대장은 보급품과 중장비를 파괴하라는 지시를 내렸다. 탈출하는 독일군을 소련 27군 및 4근위군이 추격했고, 소련군 전차와 카작 기병들이 도망치는 독일군을 도륙했다. 이후 스탈린은 이 전과를 축하하며 이반 코네프를 소련연방 원수로, 로트미스트로프를 첫 번째 전차군(기갑병과) 원수로 승진시켰다. 그러나 바투틴은 그러지 못했는데, 1944년 봄의 공세를 준비하기 위해 휘하 부대를 시찰하던 중인 2월 29일에 우크라이나 분리주의자들의 공격을 당해 치명상을 입었고 4월 15일에 결국 사망하면서 그런 기쁨을 누리지 못했다.
독일군이 체르카시 포위망에 갇힌 우군 병력을 탈출시키기 위해 기갑예비대를 그쪽으로 보낸 사이, 소련군은 남부집단군을 다시 통타했다. 1우크라이아 전선군 우익에서 바투틴은 1근위기병군단, 6근위기병군단, 13군, 60군을 동원하여 프리퍄티 습지 남쪽에서 1월 27일부터 2월 11일까지 만슈타인의 좌익을 공격하여 로브노와 루츠크를 점령했다. 그보다 더 남쪽에서는 몰리놉스키 대장의 3우크라이나 전선군과 톨부힌 대장의 4우크라이나 전선군이 드네프르 만곡부의 독일군을 일소하고 1월 30일에 니폴로 교두보를 빼앗았다. 이제 남부집단군은 강을 이용한 방어선을 가질 수 없게 되었으며 천연 방어선이 없는 광활한 우크라이나의 평야 지대에서 소련군을 방어해야 하는 난처한 상황에 처하게 되었다. 페레콥 지협의 연결부를 차단하고 이미 고립된 크림반도를 말리놉스키의 3우크라이나 전선군은 진창 지대를 건너 루마니아 국경 지대로 진격하기 시작했지만, 프루트강에서 멈춰 섰다.
남쪽에서 마지막 기동이 1943년 ~ 1944년 전역을 마무리했다. 스타브카는 바투틴의 1우크라이나 전선군과 코네프의 2우크라이나 전선군은 독일 중부 집단군과 만슈타인의 남부집단군을 간격을 벌려서 남부집단군을 흑해나 카르파티아산맥으로 몰아 섬멸시키고자 했다. 작전의 주축은 1우크라이나 전선군과 2우크라이나 전선군에 집중 배치된 6개 전차군이었으며, 이 작전은 대략 805킬로미터(500마일)를 진격한 것으로 매듭지어졌다.
바투틴 대신 1우크라이나 전선군을 지휘하게 된 주코프는 3월 4일 공격을 개시하여 셰페톱카와 두브노에서 루마니아 국경 지대의 체르놉치를 향해 남서쪽으로 공격을 개시했다. 3월 21일, 주코프의 1전차군과 4전차군이 드네스트로 강에 도달하면서, 한스 발렌틴 후베 상급대장이 지휘하는 독일 1기갑군 예하 21개 독일군 사단이 이른바 카메네츠-포돌스키 근처에서 후베 포위망으로 불리는 포위망에 갇혔다. 2주 후, 격렬한 전투 끝에 보유 전차 대수가 60대로 줄어든 1기갑군은 2SS기갑군단의 분투에 힘입어 포위망 탈출에 성공했다. 4월 17일에 1전차군이 카르파티아산맥에 도착하여 남부집단군과 남쪽의 독일군을 차단하는 데 성공했다. 이 시점에서 히틀러는 만슈타인을 포함한 여러 명의 주요 지휘관을 경질했다. 만슈타인은 4월 30일에 경질되었으며, 남부집단군은 북우크라이나집단군으로 명칭을 개칭했다.
코네프의 2우크라이나 전선군은 우만-보토샤니 작전을 개시하여 보그다노프 중장의 2전차군과 로트미스트로프의 5근위전차군, 크랍첸코의 6전차군을 투입했고, 이들은 코로톄예프 상장의 52군의 지원을 받아 진격하여 3월 10일 우크라이나 서부의 우만을 점령했다. 우만은 주요 철도 교차점이자 보급창이었고, 소련군은 수백 대의 독일군 전차와 수천 톤의 보급품을 노획했다. 3월 11일에 부크강에 교두보를 확보한 소련군은 3월 17일 5근위전차군 소속 29전차군단이 드네스트르 강에 도착함으로써 독일 1기갑군과 남쪽의 8군을 단절시켰다.

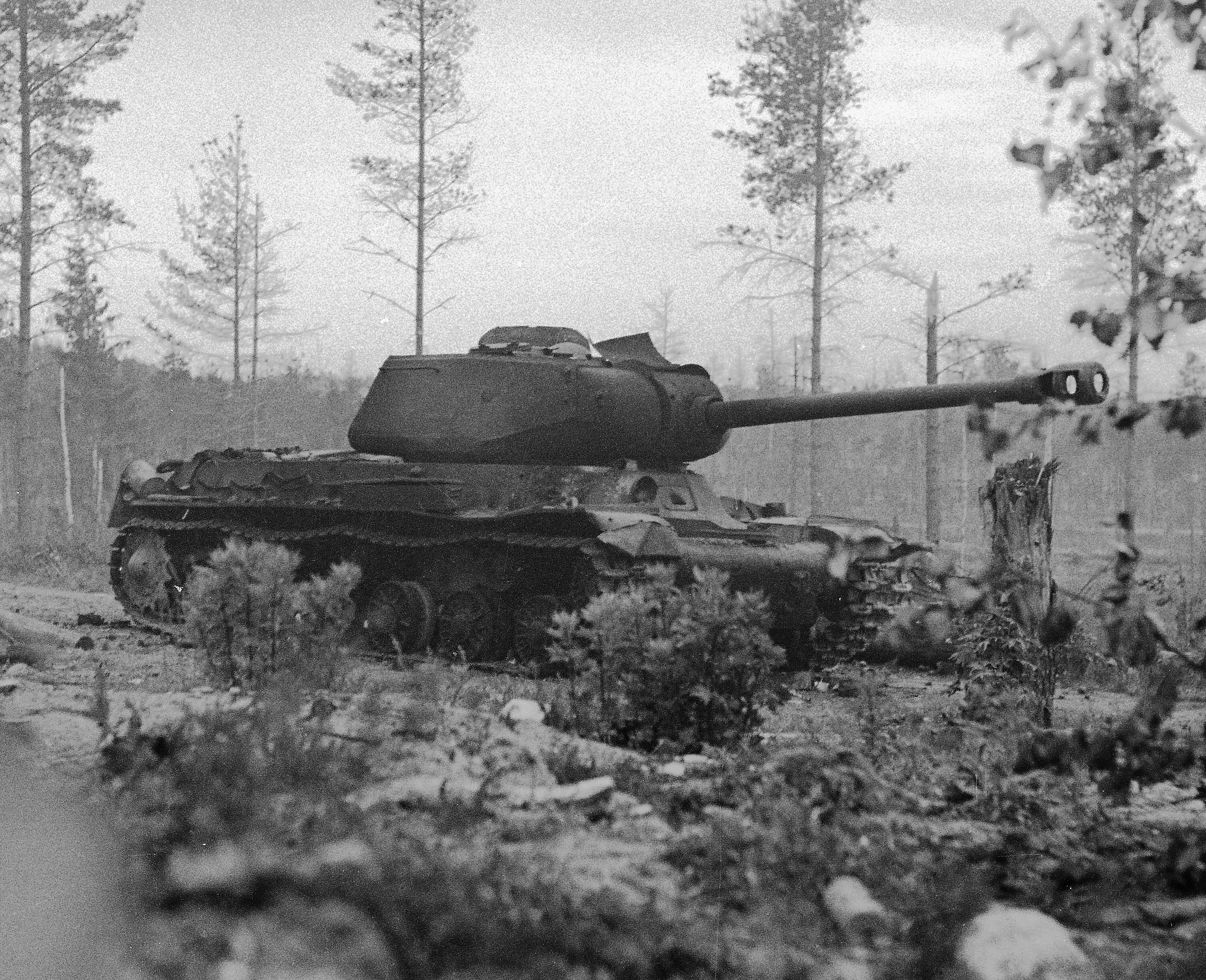
카렐리나의 소련군 전차.

3월 6일, 말리놉스키의 3우크라이나 전선군은 베레즈네고바토예-스니기렙카 작전을 개시했다. 이사 플리예프(Issa Pliyev) 중장이 4근위기병군단과 4기계화군단을 지휘하며 도나우강의 국경선을 향해 진격했다. 이 지역의 독일 6군은 포위당할 위기에서 벗어나 서쪽으로 간신히 철수했다.
1944년 4월, 톨부힌 상장의 4우크라이나 전선군은 4월 8일 크림반도 탈환 작전을 개시하여 오데사를 시작으로 5월 10일 세바스토폴 탈환으로 절정에 달했다. 3월 말에 루마나의 이온 안토네스쿠 원수가 직접 베를린으로 가 크림반도의 루마니아군 철수를 히틀러에게 요청했고, 히틀러도 마지못해 크림반도의 독일군과 루마니아군으로 이루어진 독일 17 군의 해상 철수를 허가했다. 17군은 5월 6일과 10일 사이에 해상으로 철수했다. 그러나 원래 15만 명이던 병력 중에서 탈출에 성공한 병력은 4만 명 이하였다. 이 시점에서 안토네스쿠는 영국 및 소련과 외교 접촉을 시작했다. 헝가리가 항복할 것을 우려한 독일군이 3월 19일에 헝가리를 점령한 상태였다. 우크라이나에서 독일군의 패배는 정치적으로도 루마니아가 항복을 위해 움직이게 하는 결과를 빚었다.
중부집단군은 1943년 8월 이래 하겐 방어선으로부터 천천히 밀려나는 중이었다. 쿠르스크 전투 이래 소련군의 주공세는 남부 지구에 집중되어 있었다. 그러나 중부집단군과 대치한 호파네스 바그라먄(Hovhannes Bagramyan) 대장의 1발트 전선군과 바실리 소콜롭스키(Vasily Sokolovsky)의 서부 전선군, 콘스탄틴 로코솝스키의 벨라루스 전선군은 독일군을 계속 괴롭혔고, 브랸스크와 더 중요한 스몰렌스크를 9월 25일에 탈환했다. 독일 4군, 9군, 3기갑군은 상부 드네프르 강 동쪽에서 소련군이 비텝스크를 점령하려는 시도를 계속 저지하면서 위치를 고수했다. 소련의 3개 전선군도 남부 지구처럼 1943년 12월 29일에서 1944년 3월 29일까지 7차례의 공격을 가했지만 약 20만 명의 병력 피해만 입고 큰 성과를 거두지는 못했다. 중부집단군의 파멸은 1944년 여름에 벌어졌다.
독일 북부집단군 전선에서는 키릴 메레츠코프 대장의 볼호프 전선군과 레오니드 고보로프(Leonid Govorov) 대장의 레닌그라드 전선군이 공격을 개시하는 1944년 1월까지 거의 전투가 없었다. 핀란드는 겨울 전쟁 당시 잃었던 영토를 수복한 이후 더 이상의 진격에는 큰 관심을 두지 않았고, 이 지역의 독일 18군은 약화된 상태였다. 스타브카는 오라니엔바움 교두보로 2충격군을 몰래 이동시켰고, 1월 14일에 일제 공격을 개시했다. 2월 20일에 독일군 전선을 돌파한 소련군은 2월 26일에 레닌그라드와 노브고로드를 재탈환했다. 120킬로미터를 진격한 소련군은 2월에 에스토니아 국경에 이르렀다.

### 소련의 대공세 (1944년 여름)

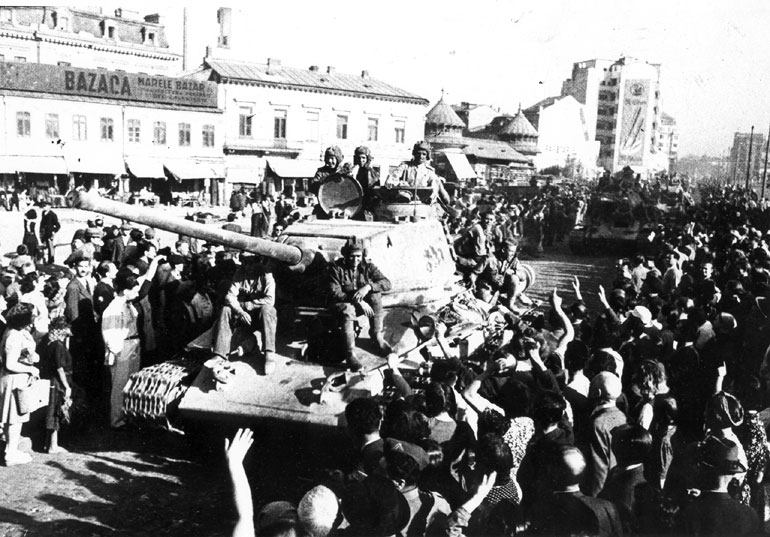
부쿠레슈티의 소련 전차.

독일은 소련이 남쪽에서 다시 공격을 재개할 것이라고 확신했는데, 그 전선은 리비우(Lvov)로부터 15마일 떨어져 있었고, 베를린으로 향하는 가장 빠른 진격로였다. 1943년 여름부터 1944년 봄까지 소련군의 기갑 전력은 대부분 남부 전선에 집중 배치되어 있었고, 이 때문에 독일군은 1944년 여름에도 소련군이 남부 지구에서 공격을 재개할 것이라고 믿었다. 따라서 독일 중부집단군은 벌거벗겨졌고, 그들의 방어선은 소련 쪽으로 여전히 돌출되어 있었다. 1944년 6월 22일 벨라루스 공세(암호명 바그라티온 작전)가 시작되었다. 이 작전은 4개 군 120개 사단으로 종심이 얇은 독일군 방어선으로 쇄도하는 소련군의 대규모 공격 작전으로, 소련군은 독일군이 예상한 북부집단군이 아니라 중부집단군을 집중적으로 공격했다. 독일은 2주 전에 노르망디 상륙작전으로 서유럽이 급박해지자 급히 일부 병력을 프랑스로 이동시킨 상태였다. 소련군은 독일군에 대해 전차 비율은 10:1, 항공기는 7:1이라는 전력을 보유했다. 공격 시점에서 소련의 양적 우위는 압도적이었다. 230만 명 이상의 소련군이 겨우 80만 명도 되지 않는 독일 중부집단군을 상대로 한 작전에 돌입한 것이다. 벨라루스 수도 민스크는 7월 3일에 되찾았고 독일군 5만여 명을 붙잡았다. 10일 후, 소련군은 전쟁 전 폴란드 국경에 도착했다. 소련군이 너무 빠른 속도로 진격하는 바람에 쿠어란트에서 싸우고 있던 독일 북부집단군은 퇴로를 차단당한 채 고립되었다. “Bagration”은 전쟁 중 가장 큰 단일 작전의 하나였으며 중부집단군을 괴멸시키는 성공을 거두었다.
인접한 리비우-산도미에시 공세(Lvov-Sandomir)는 1944년 7월 17일에 시작되어 서부 우크라이나에서 독일군을 빠른 속도로 몰아냈다. 남부 전선에서 소련은 루마니아까지 진격했다. 루마니아에서는 추축동맹 정부에 대한 쿠데타가 8월 23일에 일어났으며, 소련군은 부쿠레슈티를 8월 31일에 점령했다. 9월 12일 모스크바에서 루마니아와 소비에트 연방은 사실상 모스크바가 구술한 내용으로 정전협정을 맺었다. 루마니아의 항복은 발칸반도 전체를 독일이 잃는 결과를 낳아 남부 전선에 큰 공백을 가져왔다.
바그라치온 작전의 성공에는 소련도 값비싼 대가를 치렀다. 벨라루스와 루블린-브레스트 작전에 투입된 소련군 233만 1천 명 중에서 소련은 전사 18만명 부상, 59만명 등 총 77만명 이상의 인명 피해를 입었으며, 전차 및 돌격포 2,957대와 화포류(박격포 포함) 2,447문을 잃었다. 한편, 리비우-산도메쉬 작전에서는 전사 및 행방불명 6만 5001명, 부상 22만 4295명의 인명피해를 입었고, 전차 및 자주포 1,269대와 화포류 1,832문을 잃었다. 한편 독일은 대략 67만여 명을 전사, 실종, 부상, 질병으로 잃었으며, 그중 16만여 명은 포로가 되었다. 1944년 여름에 소련군은 많은 피해를 입었지만, 병력은 계속 증강되었다. 3월 12일 현재 소련군은 639만 4500명의 병력과 병원에서 치료 중인 병력이 72만 7천명이 있었고 늦가을에는 650만 명으로 늘었다. 반면 독일군은 6월 1일 현재 246만 명에 동맹군 55만 명이 있었지만, 8월 1일에는 204만 6천 명으로 줄었고 동맹군은 77만 4천 명이었으며, 9월 1일에는 203만 2천명과 동맹군 27만 1천명, 11월 1일에는 199만 명과 동맹군 19만 명이 있었다. 병력 비율은 거의 비슷하게 소련 3에 독일 1에 가까운 수준이었다. 전차와 자주포 전력의 격차는 더 벌어져 소련이 6월 1일 7,753대에서 1945년 1월 1일에는 8,300대로 늘었지만, 독일은 6월 1일에 2,608대였고 11월 1일에는 3,700대였다. 다른 화포도 소련이 2배 많았다.
폴란드에서는 소련군이 접근함에 따라 폴란드 시민군이 템페스트 작전을 개시했다. 바르샤바 봉기 중에 소련군은 비스와강에 멈춰 있었고, 폴란드 저항 운동을 도와줄 수 없었거나 그럴 의지가 없었다. 공산주의자들이 장악한 폴란드 제1군의 바르샤바를 구원하려던 시도는 소련의 지원을 받지 못했고, 9월에 큰 손실을 입고 물러났다.
1944년 8월부터 10월까지 슬로바키아에서는 슬로바키아 민족 봉기가 시작되어 독일군과 반란을 일으킨 슬로바키아군 사이에 전투가 벌어졌다. 전투는 반슈카 비슈트리카(Banska Bystrica)에서 주로 벌어졌다.

### 발칸반도와 폴란드 (1944년 가을)
1944년 9월 8일, 붉은군대는 전쟁 전 슬로바키아-폴란드 국경에 위치한 두클라 통로(Dukla Pass)로 공격을 시작했다. 2달 후, 소련군은 전투에 승리했고, 슬로바키아로 진입했다. 피해는 컸다. 소련군은 8만 5천 명의 희생자를 냈으며, 여기에 수천 명의 독일군, 슬로바키아인, 체코인이 사망했다.
발트 공세를 시행하면서, 독일 북부 집단군은 탈린 공세로 철수하였고 사라레마, 쿠를란드, 메멜 공방전을 치루었다.

### 독일 진입 (1945년 1~3월)

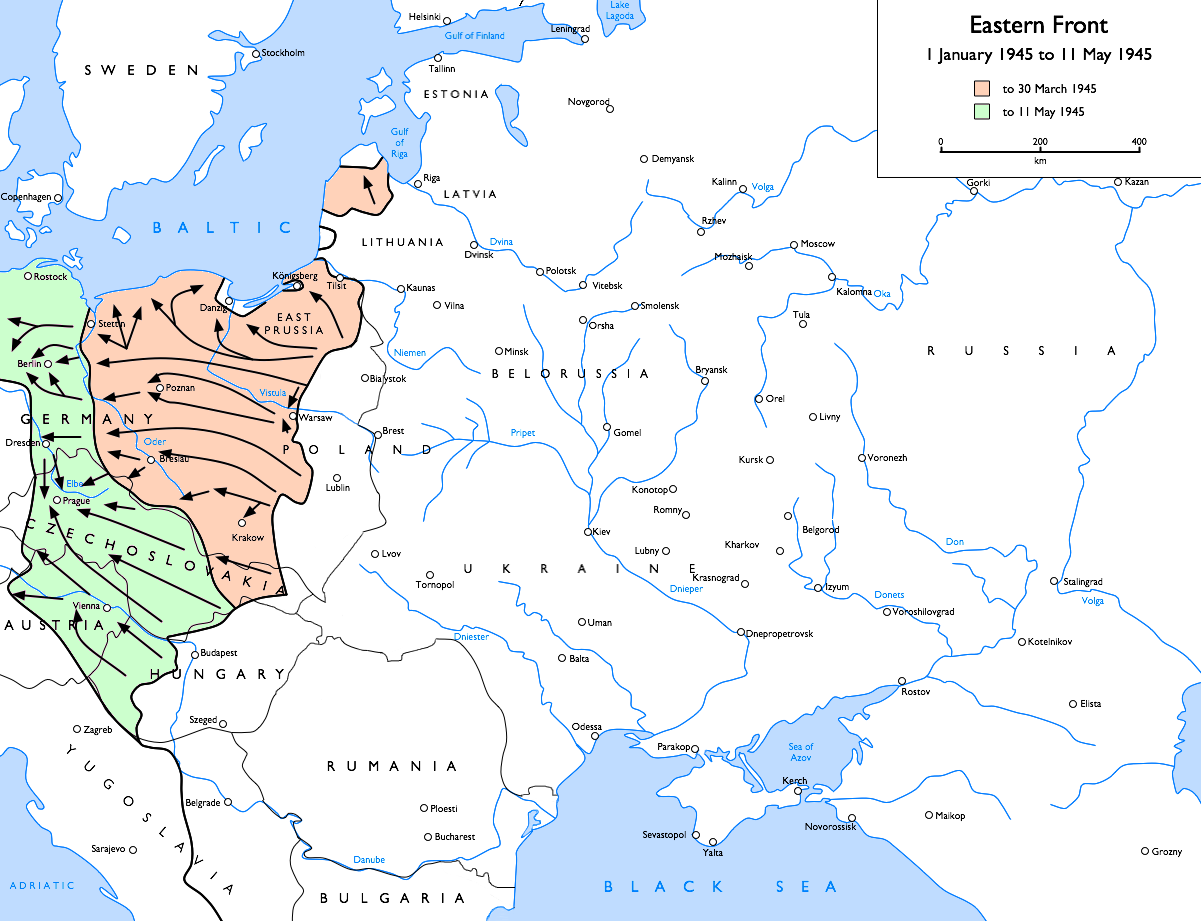
1945년 1월 1일부터 5월 7일까지 소련군의 진격 상황
1945년 3월 30일
1945년 5월 11일

소련은 1945년 1월에 마침내 바르샤바에 입성했다. 독일군이 도시를 파괴하고 포기한 뒤였다. 3일에 걸쳐 소련의 4개 전선군은 바르샤바에서 출발하여 나레브 강을 건너 공세를 시작했다. 소련은 독일을 수적 압도했다. 병력은 9:1, 화포는 10:1 그리고 전차와 자주포는 10:1 비율이었다. 4일 후, 소련군은 하루에 30~40킬로미터를 주파하며 독일군 방어선을 돌파하여 발트해 연안 국가들과 단치히, 동프로이센, 포즈난 등을 점령했으며 오데르강을 따라 베를린 동쪽 60킬로미터 지점에서 전열을 갖추었다. 23일간 계속된 비스툴라-오데르 작전 기간 중에 소련군은 19만 4천 명의 사상자를 냈고, 전차 및 돌격포 1,267대를 잃었다.
1945년 1월 25일, 히틀러는 3개 군집단의 명칭을 변경했다. 북부집단군은 쿠어란트 집단군으로, 중부집단군이 북부집단군이 되었고, A 집단군이 중부집단군으로 명칭을 개명했다. 북부집단군(구 중부집단군)은 동프로이센의 쾨니히스베르크 주변의 좀 더 규모가 작은 포위망으로 밀려들어갔다.

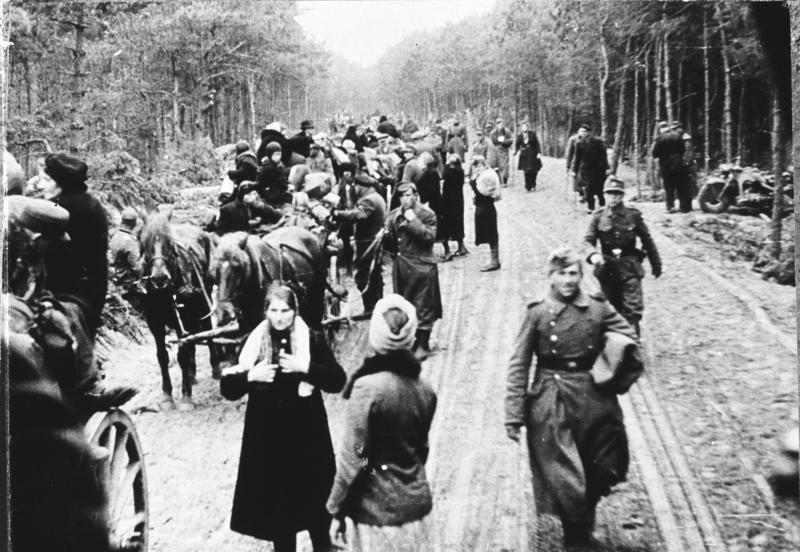
동프러시아에서 후퇴하는 독일군과 시민.

SS제국지도자 하인리히 힘러가 지휘하는 새로 편성된 비스툴라 집단군이 벌인 반격은 2월 24일에 실패했고, 소련군은 포메라니아로 진격하여 오데르강의 우익을 정리했다. 남쪽에서는 포위된 부다페스트를 구출하려는 3차례의 독일군 시도가 실패로 돌아갔고, 도시는 2월 13일에 소련군에 함락되었다. 히틀러는 독일군에게 재반격을 명령하면서 다뉴브강을 다시 빼앗으라는 불가능한 명령을 내렸다. 3월 16일에 공격은 실패했고, 소련군이 같은 날 반격해왔다. 3월 30일, 소련군은 오스트리아 영내로 진격했고 4월 13일에 빈을 점령했다.
1945년 4월 9일, 북부집단군의 잔존 병력이 단치히와 하인리겔바일(Heiligenbeil)에서 저항을 계속했지만, 쾨니히스베르크가 소련군에 함락되었다. 동프로이센 작전도 비스툴라-오데르 작전과 더 나중의 베를린 공방전에 가려졌지만, 사실 소련군이 전쟁 기간 중에 싸운 최대 규모이자 비싼 대가를 치른 전투였다. 1월 13일에서 4월 25일까지 계속된 작전 기간 중에 소련군은 58만 4788명의 인명피해와 전차 및 자주포 3,525대를 잃는 피해를 입었다.
3월부터 4월 초까지, 스타브카와 소련 야전군 지휘관들은 베를린 공세를 준비했다. 스타브카는 3개 전선군이 여러 곳에서 독일군을 공격하여 분리시킨 다음에 각개 격파하는 작전을 세웠다. 전선 우익인 북쪽은 콘스탄틴 로코솝스키 장군의 2벨라루스 전선군(2BF)이 맡았고, 전선 중앙은 게오르기 주코프의 1벨라루스 전선군(1BF), 좌익인 남쪽은 이반 코네프의 1우크라이나 전선군이 맡았다. 4월 16일, 발트 해 남쪽에서 프랑크푸르트에서 오데르강을 따라 전개해있던 주코프 장군의 1벨라루스 전선군은 젤로 고원 정면으로 진격했다. 그러나 작전은 예정대로 되지 않아 젤로 고원을 점령하는 데 2일이 걸렸고, 그 사이 4월 18일에 공격을 시작한 2벨라루스 전선군은 1벨라루스 전선군이 텅 비워 버린 젤로 고원 북쪽으로 진격하여 오데르강 동안을 장악했다. 소련군이 이렇게 진격하면서 전선 좌익에 틈이 생겼고, 단치히 근처 포위망에 갇혀 있던 독일 2군의 잔존 병력들이 이 틈을 이용하여 오데르강을 건너 서쪽으로 탈출을 시도했다. 남쪽에서 이반 코네프는 1우크라이나 전선군의 주력 부대를 상부 실레지아에서 나와 나이세강 북서쪽으로 이동시켰다.
공세에 가담할 소련군 병력은 폴란드군 15만 5900명(폴란드 1군 7만 8556명 포함) 및 전투 병력 206만 2100명을 포함한 250만 명이었으며 전차 및 자주포 6,250대, 화포 및 박격포 41,600문, 항공기 7,500대, “스탈린의 오르간”이라 불린 트럭 탑재 카츄사 로켓 3,255문을 준비했다. 이 외에 상당수가 미국에서 생산된 95,383대의 차량도 집결시켰다. 이에 대항하는 독일군은 대략 1백만 명이었고 전차 및 자주포 1,519대, 박격포를 포함한 화포 9,303문을 보유했다. 소련은 4월 첫 2주 동안 전쟁 중 가장 빨리 전선 재배치를 수행했다. 이 작전을 위해 소련 3개 전선군 예하 29개 야전군은 최대 500킬로미터에 달하는 거리를 15일 만에 끝내야 했다.

### 종전 (1945년 4~5월)

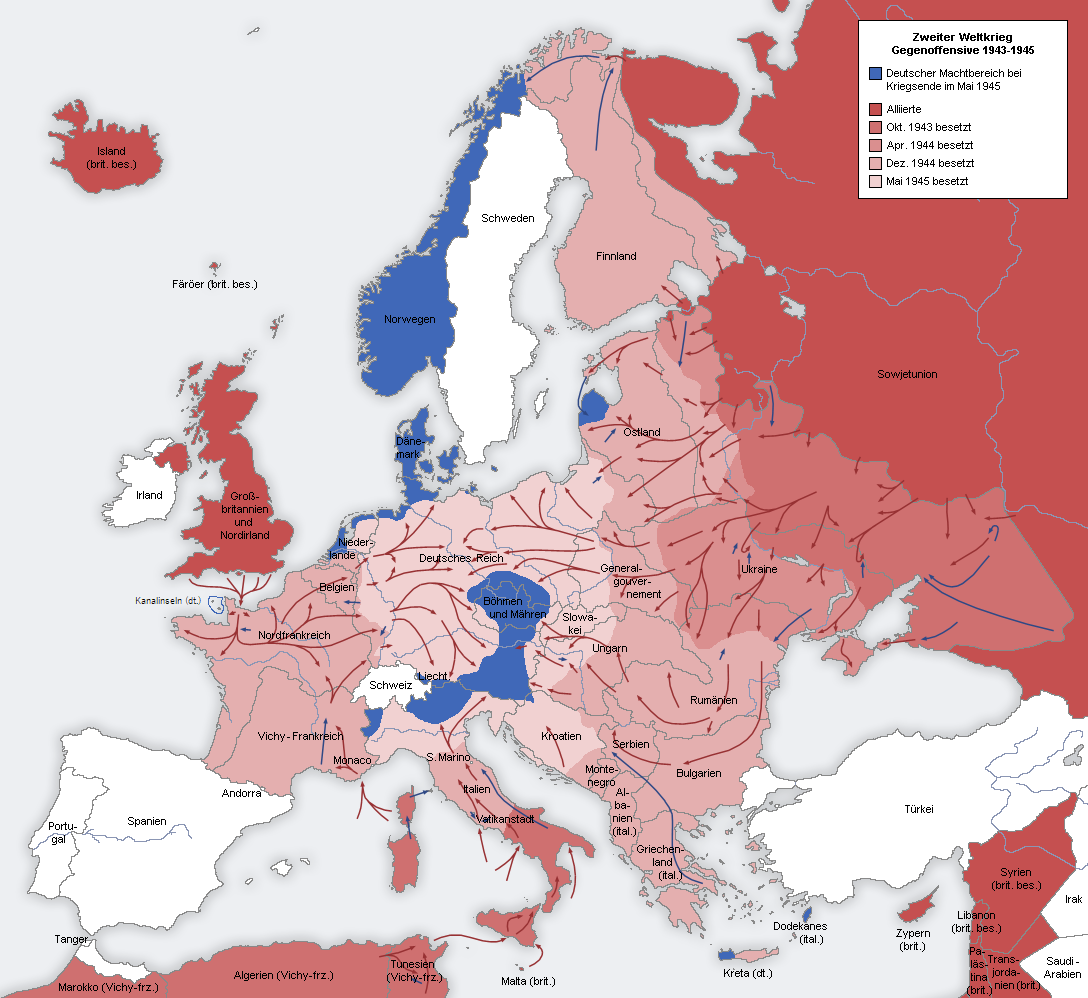
종전 직후의 나치 독일의 영토.

소련에게 남은 것은 나중에 동독이 될 독일 영토를 빼앗기 위한 공세였다. 소련의 공세는 두 가지 목적을 가졌다. 스탈린은 전쟁 후 소련 세력권(Sphere of influence)으로 설정한 지역에서 소련이 점령한 영토를 넘기라는 서방 연합국의 의도를 의심했다. 소련은 자신들의 안보를 위해 중앙유럽에서 확고한 친소적인 정권을 만들 결심을 했고, 이를 위해 광범위한 전선에서 가능한 빨리 서쪽으로 진격하여 서방연합군과 최대한 이른 시일 내에 만나고자 했다. 그러나 최우선 목적은 역시 베를린을 서방연합군보다 먼저 점령하는 것이었다. 4월, 얄타 회담에서 미국과 영국은 베를린을 소련군이 점령하도록 한다는 것에 동의했다. 그러나 스탈린은 여전히 서방연합군이 자신보다 먼저 베를린을 점령하지 않을까 고심했고, 또 시간을 끌수록 독일군이 서부 전선을 포기하고 모든 전력을 자신들에게 집중할지도 모른다고 생각했다. 결국 스탈린은 베를린 공격을 서두르기 시작했다.이 2가지는 베를린이 점령되지 않으면 신속하게 달성할 수 없는 것이었기 때문에 상호보완적이었다. 또 다른 고려 사항은 베를린 그 자체가 아돌프 히틀러와 독일의 핵폭탄 계획을 포함한 전략적 자산을 갖고 있었다는 점이다.
독일 동부와 베를린을 점령하기 위한 공세는 4월 16일에 오데르강과 나이세강의 독일군 방어선을 공격하면서 시작되었다. 격렬한 며칠간의 전투 후, 소련의 1벨라루스 전선군(1BF)과 1우크라이나 전선군(1UF)은 독일군 방어선을 뚫어 돌파구를 열었으며, 동부 독일을 지나 분산하여 진격했다. 4월 24일에 1벨라루스 전선군(1BF)과 1우크라이나 전선군(1UF)의 예하 부대들은 베를린을 포위했고, 베를린 공방전은 마지막 단계로 접어들었다. 4월 25일, 2벨라루스 전선군(2BF)은 슈테틴 남쪽에서 독일 3기갑군의 방어선을 돌파했다. 그들은 서쪽으로 영국 21집단군 쪽으로, 북쪽으로는 발트 해 항구인 슈트랄준트를 향해 진격했다. 5근위군의 소련 58근위사단은 미국 1군 예하 69보병사단과 독일 엘베강의 토르가우 근처에서 조우했다.
4월 30일, 소련군이 베를린 중심부로 밀고 들어왔을 때, 아돌프 히틀러는 에바 브라운과 결혼했고, 그런 다음 청산칼리를 마시고 권총을 쏴 자살했다. 베를린 방위사령관 헬무트 바이틀링은 5월 2일에 소련에 항복했다. 그와 함께 36만 1367명의 사상자와 전차 및 자주포 1,997대를 잃은 소련의 베를린 작전(4월 16일 ~ 5월 8일)도 끝났다. 이 기간 중 독일의 피해는 어떤 신뢰성 있는 자료가 없어 단정하여 설명하기 불가능하다.
1945년 5월 7일 새벽 2시 41분에 연합군 최고사령부(SHAEF)의 사령부 건물에서 독일군 참모총장 알프레트 요들이 모든 독일군이 연합군에 항복한다는 무조건 항복 문서에 서명했다. 이 항복 문서에는 “모든 독일군은 중부 유럽 시간으로 1945년 5월 8일 밤 11시 1분까지 모든 적극적인 작전 행동을 중단한다.”라는 내용이 포함되어 있었다. 다음날 한밤중에 이들은 베를린의 주코프의 사령부에서 또 서명했다. 유럽에서 제2차 세계 대전이 끝났다.
소비에트 연방은 종전 날짜를 5월 9일로 인정한다. 이 날짜는 항복이 발효된 시간을 모스크바 시간으로 따진 것이다. 이 날은 승리의 날이라는 국경일로 러시아와 그 이후 구 소련 국가들에서 경축된다. 승전 기념 퍼레이드는 모스크바에서 6월 24일에 개최되었다.
독일 중부집단군은 항복을 거부하고 체코슬로바키아에서 전투를 5월 11일까지 계속했다. 덴마크 보른홀름 섬에 주둔하던 소규모 독일군 수비대는 러시아군의 공격과 폭격을 받은 후까지도 항복을 거부했다. 이 섬은 4개월 뒤에 덴마크 정부에 돌아갔다.

## 결과
동부 전선은 제2차 세계 대전의 전장 중 가장 거대하고 치열했던 전투였다. 일반적으로 이 전투는 인류 역사상 가장 치열한 충돌이었으며, 약 3천만 명이 사망했다. 독일군 사망자의 80% 이상은 동부 전선에서 나타난 것이었다. 이 전장은 제2차 세계 대전의 모든 다른 전장보다 더욱 많은 전투를 치렀다. 동부 전선에서의 잔인한 성격은 양 편의 고의적인 인권 무시에서 나왔다. 또한, 이 전쟁은 서로 반대되는 파시즘과 공산주의 두 개의 이념 충돌도 반영되었다.

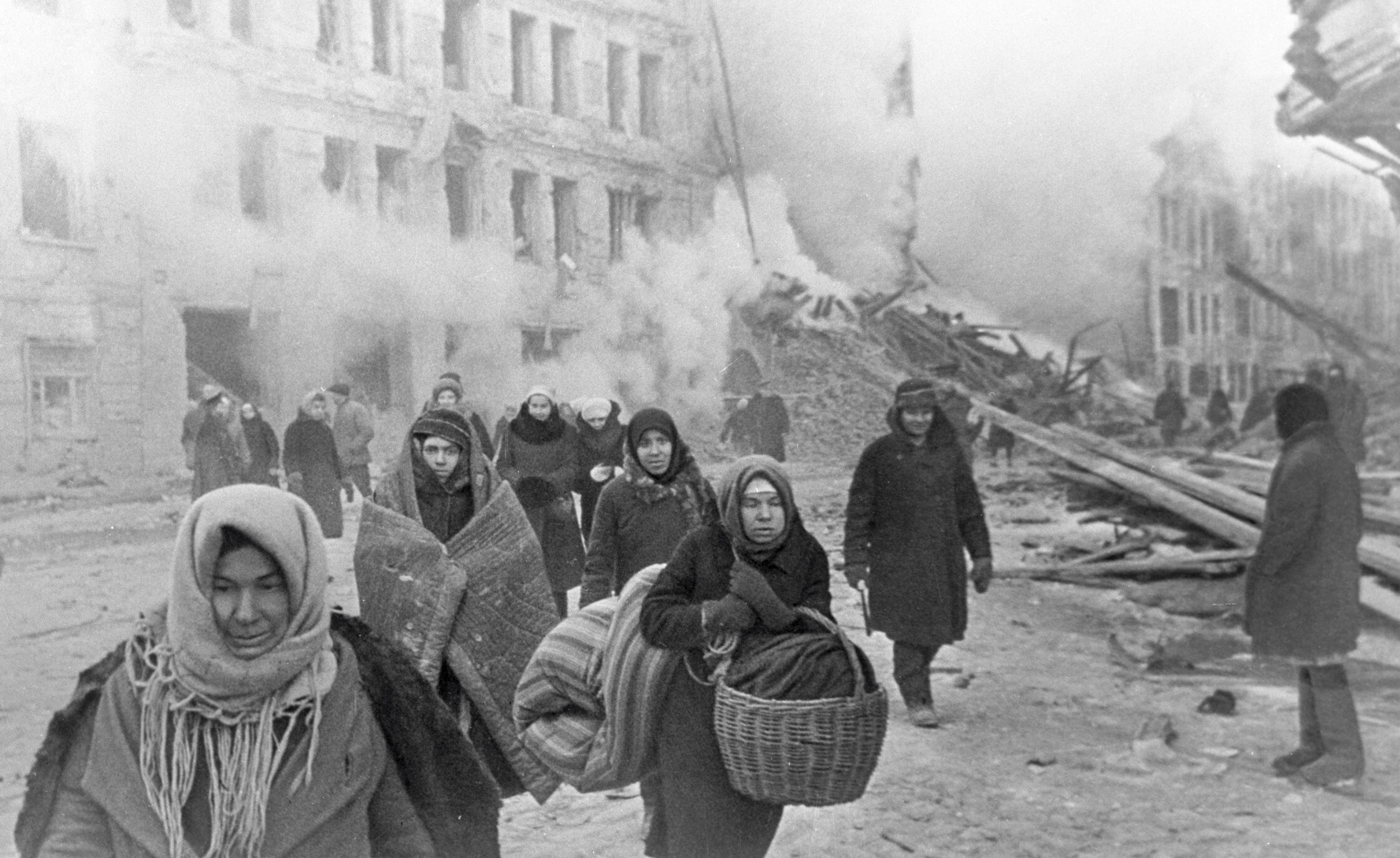
1942년 12월, 독일군의 폭격으로 파괴된 레닌그라드의 건물.

이데올로기 충돌 이외에도, 독일과 소련 지도자인 히틀러와 스탈린은 각자의 마음대로 전례없는 규모의 학살 확대에 간섭했다. 스탈린과 히틀러 모두 승리를 위해 인권을 무시했다. 이로 인해 탄압 뿐 아니라 시민 대량 추방(mass deportation)도 발생했다. 이러한 모든 요소는 서부 전선과는 달리 전투원의 민간인에 대한 만행이 발생하게 되는 원인이 된다. 타임 지에 따르면, "인력, 기간, 사상자를 비교하면 노르망디 상륙 작전으로 열린 서부 전선에 비해 동부 전선은 약 4배 정도의 규모 차이를 보였다"라고 작성했다.
이 전쟁의 영향을 받은 국가는 후에 엄청난 인력 손실을 받게 된다. 전선 뒤로, 독일 점령 지역에서는 일상적으로 민간인 대학살을 포함하여 홀로코스트가 발생했다. 독일과 독일의 동맹국은 마을을 불태우고 정기적으로 포로를 학살하며 민간인에 대한 만행을 저질렸다. 양쪽은 초토화 작전을 실행하지만, 소련의 민간인 손실은 독일과는 비교도 되지 않을 정도로 많아, 최소 2천만 명이 사망했다. 역사학자 제프리 A. 호스킹(Geoffrey A. Hosking)에 따르면, "소련인은 높은 사망률로 인해, 자녀 부양기 시대의 젊은이는 거의 없었고, 1939년 이후 소련이 예측한 인구인 4500만-5000만 명보다 적을 정도로 전체 손실은 높았다."라고 말했다. 1944년 소련군이 독일 본토로 진입했을 때, 소련군이 점령한 지역은 복수 차원에서 많은 독일인 민간인이 희생되었다(소비에트 연방의 전쟁 범죄 참조). 전쟁 이후, 얄타 회담에서 연합군 사이의 협정에 따라 동프러시아와 실레지아의 독일인은 오데르-나이세선 서부로 강제 이주되었고 이는 세계 역사에서 가장 큰 강제 이주로 남게 되었다.
소련은 제2차 세계 대전에서 승리했지만, 경제적으로 매우 큰 피해를 입었다. 인구 밀집 지역에서 일어난 많은 전투들은 민간인 뿐 아니라 사회 인프라의 심한 타격을 주었다. 뉘른베르크 재판에서 대위 로만 루덴코(Roman Rudenko)의 증언을 요약하면, 추축국의 침공으로 인한 소련의 피해는 약 6억 7900만 루블로 추정된다. 레닌그라드 포위전으로 인해, 한 도시에서만 가장 많은 120만 명이 사망했다. 총체적으로, 1,710개 도시, 70,000개 마을, 2,508개 교회, 31,850개 산업 시설, 4만 마일(64373.76km)의 철도, 4,100개 철도역, 4만 개의 병원, 84,000개 학교, 43,000개 도서관이 파괴되었다. 7백만 마리의 말과 1700만 마리의 양과 염소도 학살되었다. 야생 동물들도 영향을 받았다. 1939년부터 1945년까지 소련군으로 인해 늑대와 여우들은 "킬링 존"의 서쪽으로 도망가고, 1968년까지 영국 해협으로 도달하며 서쪽으로 광견병을 확산시켰다.

## 지도 체제

### 독일
소련과 나치 독일은 지도자가 절대 권력을 쥐고 이데올로기적으로 이끄는 국가였다. 따라서 전쟁의 성격은 제2차 세계 대전의 모든 다른 전역보다 이데올로기와 지도자가 결정했다. 아돌프 히틀러는 전쟁 전반에 걸쳐 세부적인 면까지 깐깐하게 개입했으며, 동프로이센과 우크라이나의 빈니차의 지휘 벙커와 베를린의 수상관저(독일어: Reichskanzlei)에서 대부분의 시간을 보냈다. 중대한 전쟁 기간 중, 그는 매일 상황 회의를 열었으며, 회의석상에서 히틀러는 화려한 수사법으로 대중 연설력을 사용하여 장군들과 OKW 참모들을 압도했다.
히틀러는 자기 자신을 군사 천재라 믿고 있었다. 1941년 8월에 독일 국방군(Wehrmacht) 총사령관 발터 폰 브라우히치와 페도르 폰 보크가 모스크바 공격을 주장하고 있을 때, 히틀러는 우크라이나 점령을 명령했다. 히틀러는 우크라이나의 농업 지대 및 산업, 자연 자원을 탈취해야 한다고 믿고 있었다. 일부 역사가는 이 결정이 전쟁에서 이길 수 있는 기회를 놓친 실수였다고 믿고 있다.
히틀러는 1941년부터 1942년 겨울에 중부집단군의 붕괴를 막을 수 있었던 것은 자신이 철수 요청을 거부했기 때문이라고 믿고 있었다. 그는 나중에 에어하르트 밀히에게 다음과 같이 말했다.
나는 가차없이 행동해야 했네. 나는 나와 가장 가까운 장군들을 보내야 했네. …… 나는 이 신사들에게 이렇게밖에 말할 수 없었지. “독일로 가장 빨리 돌아오시오. 그러나 군대는 내가 책임질 것이고, 그 군대는 전선에 그대로 있을 것이오.”

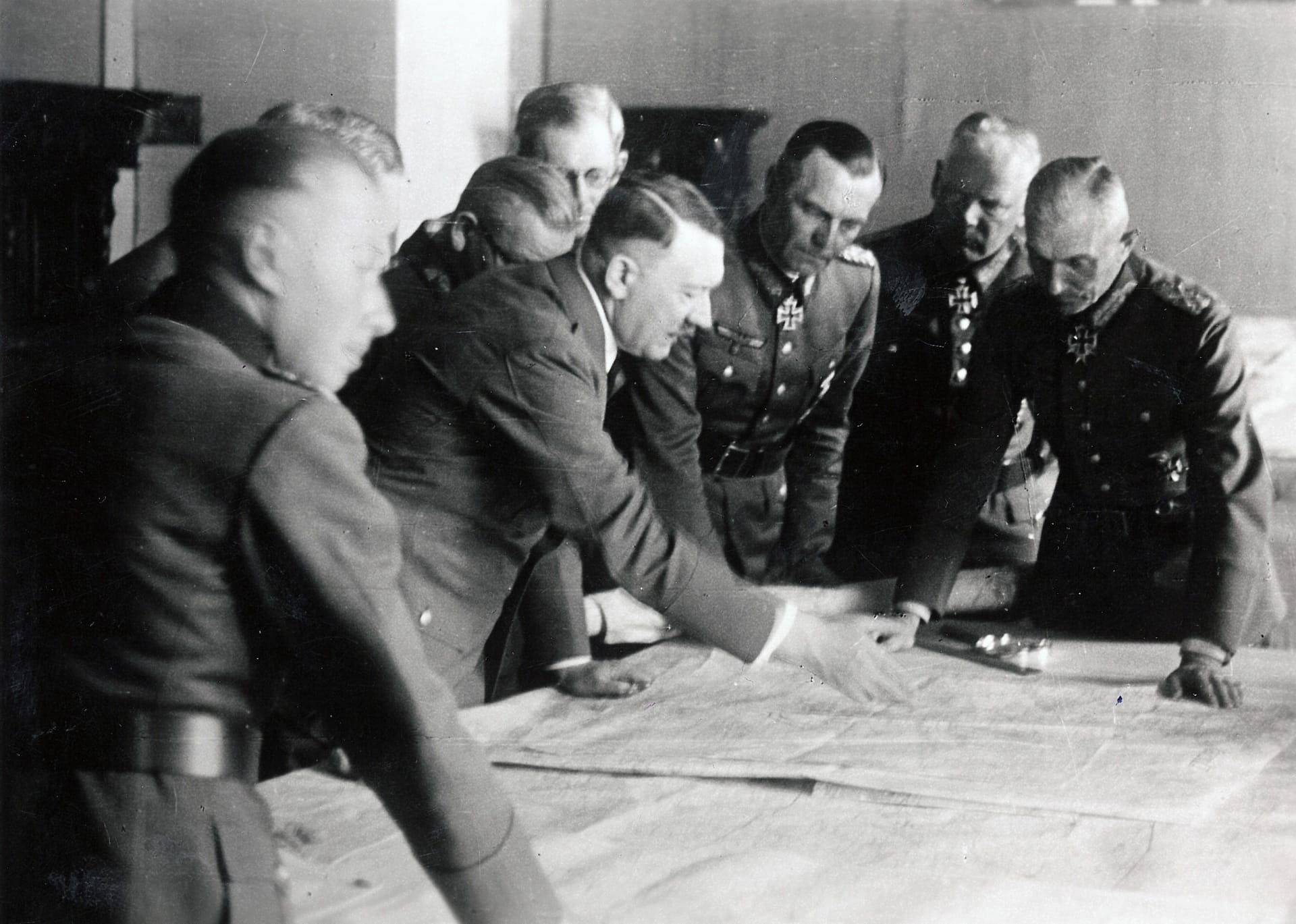
1942년 6월, 독일 점령 우크라이나의 폴라타와에서 히틀러와 장교 프리드리히 파울루스, 페도르 폰 보크.

모스크바 외곽 방어 요새(hedgehog defence)가 거둔 성공 때문에 히틀러는 점령 지역을 사수하도록 강요했고, 명령 없이 후퇴하는 장군들을 해고했다. 하인츠 구데리안 같은 자기주장이 강한 장교들은 광신적인 나치나 예스맨으로 교체되었다. 이런 조치의 결과로 스탈린그라드, 체르카시와 수많은 다른 지역에서 재앙이 벌어졌다. 이들 재앙은 히틀러의 명령이 빚은 결과였다. 많은 사단이 “요새” 도시에서 차단되거나 2차 전역에서 부질없이 소모되었다. 히틀러가 정복지에서 철수나 포기를 인가하려 하지 않았기 때문이다.
히틀러의 전쟁 지도력에 대한 불만이 1944년 쿠데타 시도의 요인 중 하나였으나, 7월 20일 히틀러 암살 미수 사건의 여파로 히틀러는 육군과 장교 들을 의심하게 되었고, 점차 전쟁 수행을 친위대와 나치당원에게 의존하게 되었다. 히틀러가 내린 재앙에 가까운 많은 결정 중에는 1945년 베를린 공방전에서 하인리히 히믈러를 비스툴라 집단군 사령관으로 임명한 것도 있다. 히믈러는 지휘 스트레스를 견뎌내지 못했으며, 얼마 안 되어 고트하르트 하인리치로 대체되었다.
히틀러가 전쟁을 직접 지도한 것은 독일 육군에게는 재앙이었으나, 장교와 병사의 능력과 충성심, 숙련도, 참을성은 독일이 끝까지 전쟁을 계속할 수 있도록 해주었다. F. W. 윈터보텀은 벌지 전투 기간 중에 서쪽으로 계속 공격하라고 게르트 폰 룬트슈테트에게 내린 명령에 대해 다음과 같이 썼다.
경험을 통해 우리는 히틀러가 장군들이 조언하는 것을 거부했을 때 모든 것이 잘못되었다는 것을 배웠고, 거기에 예외는 없었다.

### 소련

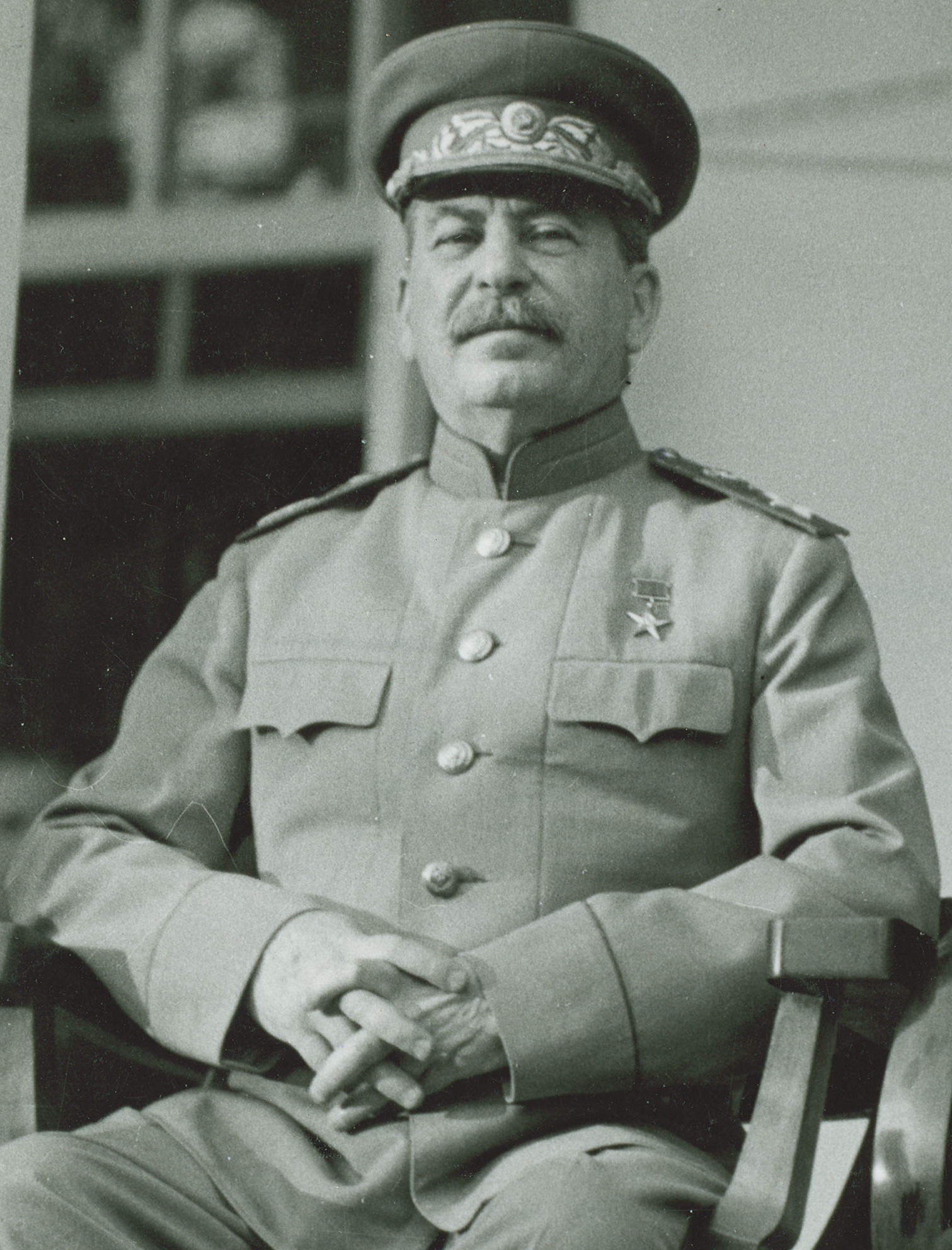
제2차 세계 대전 동안의 이오시프 스탈린.

이오시프 스탈린은 전쟁 초기의 대재앙에 대해 가장 큰 책임이 있으나, 이후 소련군의 계속된 승리에도 그에 못지않은 공헌을 했다. 소련군 재건은 전례 없던 급속한 중공업화가 없었다면 불가능했으며, 이는 스탈린이 1930년대를 통틀어 최우선 역점을 두어 추진했던 것이었다. 경제 개발 5개년 계획은 1927년에 처음 시작되었다. 스탈린이 추진한 중공업화는 큰 성과를 거두었다. 1928년 생산량이 430만 톤이던 철강 생산량은 1938년에 1810만 톤으로 421퍼센트 증가했고, 화물차는 700대에서 1938년에 18만2천 대로 2만6천 퍼센트(260배) 증가했다. 이러한 중공업화는 인구 통계에도 반영되어 있는데 1926년 소련 인구의 80퍼센트가 농업에 종사했지만 1939년에는 그 절반으로 줄어들었다. 이러한 중공업 발전에 힘입어 소련의 군사력, 특히 무기 생산이 비약적으로 증가했다. 1928년의 소련군에는 전차가 단 98대가 있었지만, 1935년 1월에는 10,180대로 증가했다. 공군도 상황은 비슷했다. 1930년부터 1934년 사이 전투기 생산량은 4배, 폭격기 생산량은 5배가 증가하여 1928년에는 1,394대였던 보유 군용기가 1935년에는 6,672대로 증가했다. 그러나 이런 무기 생산은 생활수준을 희생하고 얻어졌다. 군수 부문에 투입된 국민 생산 비율도 늘어나 제정 러시아 시절인 1913년에 5.25퍼센트이던 것이 1932년 9퍼센트, 1940년에는 19퍼센트로 늘었다. 이 규모는 평화 시에는 비정상적으로 많은 것이다.
전쟁 초기 소련을 힘들게 했던 이유 중의 하나가 대숙청이다. 1930년대에 스탈린의 명령에 따라 진행된 붉은 군대의 대숙청은 많은 군대지휘관들을 고발하는 것이었고, 고발당한 사람 중 많은 수가 사형이나 징역형을 선고받았다. 기갑부대를 이용한 종심타격전술을 고안한 미하일 투하체프스키도 포함되어 있었다. 역사가들은 군대 내에 반(反)스탈린 음모가 실재했는지는 대해서는 동의하지 않지만, 그것이 대숙청의 이유가 되었다. 1937년 6월 11일, 아침 보로실로프의 고발로 시작된 군부에 대한 대숙청은 투하체프스키가 최초 희생자였다. 투하체프스키가 최초 숙청 대상이 된 이유는 분명하지 않다. 어쨌든 투하체프스키 체포에서부터 시작된 숙청은 대령에서 원수까지 837명 중 720명을 포함하여 육군·해군 및 심지어 정치 장교까지 포함하여 전체 장교단 중 45퍼센트가 처형 또는 면직되었다. 1936년부터 1938년까지 41,218명이 면직 방식으로 숙청되었다. 스탈린은 군대의 기계화와 전차 생산을 반대한 그리고리 쿨리크같은 개화반대론자(Obscurantism)를 승진시켰으나, 다른 한편으로 적백 내전 시기부터 자리를 차지하고 있는 늙은 지휘관을 제거하여 젊은 장교에게 자리를 내주었고, 그중 상당수가 훌륭한 지휘관으로 성장했다. 많은 장교가 숙청된 것은 사실이지만, 인원수를 놓고 보면 1937년과 1938년의 순손실은 약 1만 명이었으며, 숙청된 장교들도 1941년까지 80%가 복직되었다.
1939년부터 1940년 사이, 소련은 폴란드 동부 및 발트 국가들, 베사라비아를 점령했다. 이로 인해 국경선이 서쪽으로 이동했고, 소련군도 서쪽으로 전진했다. 이러한 전진으로 소련군은 서쪽으로 돌출되어 포위에 취약하게 되었다. 스탈린이 독일과 전쟁을 협상을 통해 피할 수 있었고, 유화 정책으로 전쟁을 피할 수 있다고 믿었지만, 전쟁 준비를 하지 않은 것은 아니었다. 새로운 국경으로 소련군이 전진 배치되었고, 독일군에게도 훤히 보는 앞에서 소련군 공병대는 국경을 요새화하는 작업에 착수했던 것이다 여기에는 다가올 전쟁이 소련 국경 밖에서 벌어질 것이라는 가정이 있었고, 방어 목적으로 계획이 몇 개 수립되었다. 이미 소련군은 1940년 가을부터 독일과 전쟁 가능성을 대비하고 있었다. 1941년 봄에 긴장이 고조되자, 스탈린은 히틀러에게 공격의 빌미로 사용할 수 있는 도발을 주지 않기 위해 필사적이었다. 이는 그에 군대로 하여금 독일군이 국경 지대에 집결하고 있다는 경고뿐만 아니라 독일 정찰기들이 군사 시설을 관찰하고 돌아갔다는 경고도 거부하게 만들었다. 이때 필요한 조치를 취하는 것을 거부했던 것 때문에 소련 공군은 전쟁 첫날 비행장에 배치되어 있던 공군기들을 대량으로 파괴당했다. 독일이 소련을 침공한 그날, 소련 공군은 국경 지대 66개 공군 기지에서 1,200대 이상을 잃었다.
스탈린이 미처 준비되지 않은 반격을 계속 주장했기 때문에 소련군은 1941년에 전차 군단의 거의 전부를 잃었다. 많은 전차가 연료가 떨어질 때까지 달렸다. 일부는 스탈린의 공세 전략을 소련의 적극적인 전략 계획에 대한 논쟁거리로 삼기도 한다.
히틀러와 달리, 스탈린은 교훈을 배울 수 있었고, 전쟁에 대한 자신의 입장을 바꾸었다. 그는 불충분한 준비의 위험성과 세묜 티모셴코를 비롯한 게오르기 주코프 및 다른 사람들이 포함된 스타브카(Stavka)같은 유능한 지휘 통제 기구의 필요성을 점차 깨닫게 되었다. 무능한 지휘관은 제거되었다.
1942년 가을 위기 때, 스탈린은 군대에 많은 양보를 했다. 인민위원(Commissars)을 지휘 계통에서 배제하여 단일 지휘 체계를 복원했다. 스탈린그라드 전투를 승리로 이끈 반격 작전 천왕성 작전(우라노스 작전)의 경우, 작전 주창자는 명확하지 않으며, 주코프를 비롯한 바씰레프스키, 바투틴 등의 집단 작품이었고, 스탈린은 전처럼 고집을 부리지 않고 장군들에게 맡겼다. 스탈린그라드 전투 이후, 어깨 견장이 모든 계급에 도입되었다. 이것은 중요한 상징 단계였는데 어깨 견장은 10월 혁명 이래 구체제의 상징물로 간주되었기 때문이다. 1941년 가을이 시작되었을 때, 전투에서 뛰어난 전투력을 입증한 부대는 “근위”라는 칭호가 붙였다. 그러나 이 양보는 무자비한 기율과 관련 있었다. 1941년 7월 28일에 발표된 명령 227호는 명령 없이 후퇴하는 지휘관들을 군사 재판에 회부하겠다고 위협하는 것이었다. 군 장교와 정치 장교가 명령을 어길 경우, 형벌대대로 보내지는 처벌을 받았고, NKVD와 형벌 중대가 달아나는 자들을 쏴 죽였다.
소련의 승리가 분명해지자, 스탈린은 선전물들이 그의 전쟁 지도력을 언급하도록 했다. 승리한 장군들은 밀려났으며 절대 정치적 경쟁자가 크지 못하도록 했다. 스탈린과 다른 당지도자들 눈에 군부는 소비에트 체제를 위협할 수 있는 존재로 보이기 시작했다. 스탈린은 전쟁 전 소비에트 체제로 복원을 추진했다. 전쟁 후 소련군은 다시 숙청되었다. 많은 성공한 장교가 한직으로 밀려났다. 여기에는 게오르기 주코프와 로디온 말리놉스키, 이반 코네프 등이 포함되어 있었다. 자신의 전공을 자랑하기를 즐겼던 주코프는 1946년 4월에 군사 쿠데타를 꾸몄다는 죄목으로 고발당했다. 이미 1943년부터 주코프 및 다른 고위급 장성들은 NKVD로부터 감시를 받고 있었다. 주코프는 자신의 명성과 그대로 스탈린이 주코프를 좋아했기 때문에 오데사 군관구 사령관이라는 한직으로 전출되었고, 나중에는 우랄 군관구로 전출되었다.주코프뿐만 아니라 전쟁을 승리로 이끈 많은 장군이 한직으로 좌천되거나 숙청되었다.

## 점령과 탄압

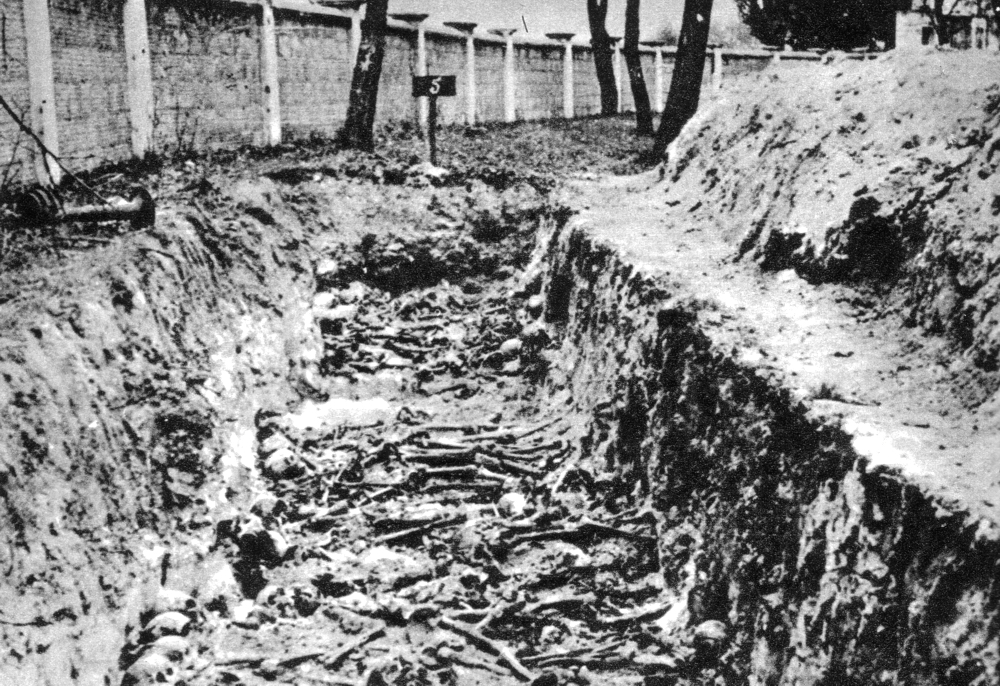
독일이 점령한 폴란드 지역인 뎅블린의 포로수용소에서 사망한 소련인 사람들이 묻힌 소련 포로 대용량 무덤.

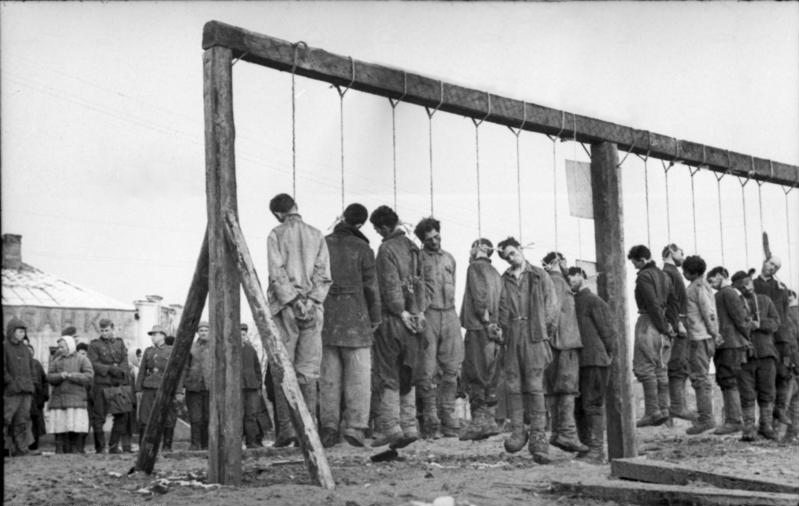
1943년 1월 공개 처형당한 소비에트 파르티잔.

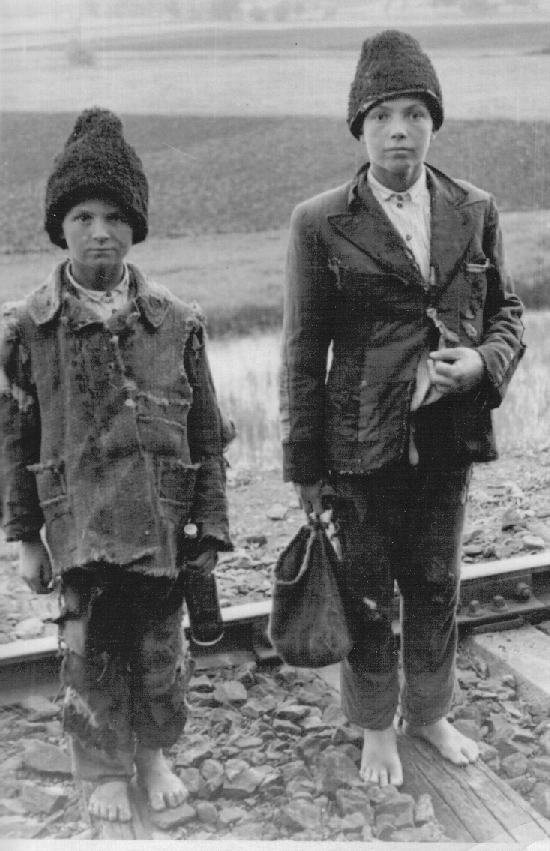
1942년 독일 점령 러시아 지역의 노숙자 어린이.

1941년 독일은 광대한 새 영토를 획득하면서 지키고 관리해야 할 방대한 지역을 가지게 되었다. 일부 소련 시민, 특히 최근에 소련에 강제 병합된 서부 우크라이나와 발트 해의 새로운 영토의 주민은 정복자를 소련의 지배로부터 벗어나게 해줄 해방자로 환영했다. 그렇지만 우크라이나인과 코삭 사이에 있었던 초기 해방 운동은 히틀러의 의심만 샀다. 정복지 어디에서도 자치권은 부여되지 않았다. 독립을 되찾는다는 희망을 가졌던 발트 3국에는 독립 정부 대신 나치의 동방 국가판무관부(Reichskommissariat Ostland)이 설치되고 힌리히 로제(Hinrich Lohse)가 총독으로 임명되었다. 대신에 인종차별주의 나치 이데올로기는 토착민을 죽이거나 추방하였고, 또는 노예 노동으로 감소시켜 동방을 독일의 식민지 정착지로(독일어: Generalplan Ost) 삼으려고 했다. 일부(특히 발트 3국 사람들)는 추축군 군대와 협력했지만, 다른 일부는 잔인한 진압을 당했다.
전선과 가까운 지역에서는 군대가 관할했으며, 1940년에 소련에 병합되었었던 발트 국가들 같은 지역에서는 직역하면 “국가판무관부”(Reichcommissariat)가 설립되었다. 일반적으로 대규모 약탈이 행해졌다. 1941년 9월, 새로 설치된 우크라이나 국가판무관부의 총독으로 임명된 동프로이센 대관구장 에리히 코흐(Erich Koch)는 로브노(Rovno)에서 열린 취임식에서 우크라이나 민족위원들에게 다음과 같이 연설했다. 그의 개회사는 독일의 대동방 정책을 명확하게 설명해주었다.:
| “ | 본인은 야수 같은 개로 알려져 있습니다. … 우리의 임무는 우크라이나에서 우리가 움켜쥘 수 있는 물건을 모두 빨아먹는 것입니다. … 본인은 여러분이 토착민을 최대한 가혹하게 다루기를 기대하고 있습니다. | ” |

점령지 유대인에 대한 탄압은 전쟁 발발 직후 특별행동부대가 배치되면서 곧바로 시작되었다. 이들의 임무는 유대인을 몰아다 총으로 쏴 죽이는 것이었다. SS특별임무부대는 자신들뿐만 아니라 지역 주민의 반유대주의를 선동하여 포그롬을 부추겼다. 1941년 7월, 에리히 폰 뎀 바흐의 SS부대가 바비야르에서 33,771명의 유대인을 학살한 사건을 비롯하여 체계적인 살인을 시작했다. 바비야르뿐만 아니라 우크라이나의 오데사에서도 7만5천에서 8만 명으로 추정되는 유대인이 죽었다. 오데사 학살에는 SS특별임무부대뿐만 아니라 루마니아군도 가세했다. 1941년 7월 1만1천여 명이던 그의 부대는 1941년 말에 일반 경찰 6천여 명과 지역 보조부대원 3만3천여 명을 포함하여 5만여 명으로 늘어났다. 이 부대는 유대인뿐만 아니라 정신이나 육체가 불구인 사람도 죽였지만, 희생자의 압도적 다수는 유대인이었다. 이 유대인 학살에는 반(反)유대 감정이 있던 지역 주민도 가담했으며, 독일은 이들을 대상으로 밀고(密告) 조직을 만들었다. 크림 지역에서는 지역 유지들이 유대인을 직접 죽일 수 있도록 해달라고 요청을 독일 점령군 당국에 하기도 했다. 학살을 보다 체계적인 공업 방식을 도입하여 효율적으로 추진하려는 이른바 최종 해결책(Final Solution)이 강구되어, 절멸 수용소 계획인 라인하르트 작전이 수립되었다. 절멸 수용소는 나치 강제 수용소의 일부로서 홀로코스트를 수행하는 기관이 되었다. 3년의 점령 기간 동안, 100만 명에서 200만 명 사이의 소련 거주 유대인이 살해되었다. 다른 인종도 절멸 대상이 되었다. 여기에는 집시도 포함되어 있었다.
유대인 및 기타 열등 인종에 대한 학살은 나치 점령기에 자행된 살인의 일부일 뿐이다. 수십만의 소련 민간인이 처형되었고, 수백만 명이 굶주림으로 사망했다. 이 기아는 독일군이 병사들과 군마(軍馬)들을 먹이기 위해 식량 공급을 장악하고, 식량을 강제 징발했기 때문에 발생했다. 1942년 키예프 시민들은 필요한 최소 식량의 1/3만을 공급받았다. 그러나 농민들이 수탈당한 곡식은 소비에트 시절의 2배가 넘었다. 독일군이 1943년과 1944년에 우크라이나와 벨라루스에서 철수할 당시, 독일 점령군은 체계적으로 초토화 작전을 벌여, 마을과 도시를 불태우고, 각종 사회 기반 시설을 파괴했으며, 시민들을 굶주림이나 죽음의 위험에 방치해 버렸다. 또, 독일군은 많은 마을에서 소련 시민을 마을 중앙에 가둬둔 채 소련군과 정면으로 싸웠고, 전투 와중에 많은 민간인이 죽었다. 그러나 전쟁 중에 죽은 소련 민간인의 추정치는 700만 명(브리태니커 백과사전)에서 1700만 명(리처드 오버리)까지 폭이 큰 편이다.
나치 이데올로기와 지역 주민 및 소련군 포로에 대한 학대는 최전선 후방에서 파르티잔 활동을 고무하는 결과를 가져왔다. 심지어 반공산주의자와 비 러시아 민족주의자들조차 반 나치를 위해 소련과 손을 잡기까지 했으며, 이로 인해 소련군 전쟁 포로 출신들로 이루어진 독일 동맹군 사단의 편성을 지연시키는 결과를 빚기도 했다. 이러한 빨치산 활동의 결과, 독일군은 후방의 안전을 보장받지 못했으며, 결과적으로 독일 국방군(Wehrmacht)의 패배에 공헌했다. 보급품 운송뿐만 아니라 사기마저 떨어졌다. 독일군은 빨치산에 대해 잔인한 보복으로 응수했지만, 이는 오히려 반감만을 불러 일으켰다.
러시아 역사가 바딤 에를리크만은 전쟁으로 인해 죽은 소련 사람을 2650만 명으로 추산했다. 여기에는 전투 중 전사하거나 실종된 760만 명과 전쟁 포로가 되었다가 사망한 260만 명의 군인 수가 포함되어 있다. 여기에 더해 40만 명의 준 군사 조직과 소비에트 파르티잔 손실도 역시 포함된 수치다. 민간인 사망자는 군사 작전 중 사망한 150만 명을 포함해서 1590만 명으로 집계했으며, 나치가 자행한 집단 학살 희생자 710만 명, 강제노동을 위해 독일로 이송된 180만 명, 기아와 재난으로 인한 550만 명 등이다. 1946년부터 1947년까지 기근으로 죽은 100만 명은 여기에 포함되어 있지 않다. 이런 인명 피해는 1939년부터 1940년 사이에 병합한 영토를 포함하여 소련 전국에서 발생했다.
벨라루스는 사실상 모든 지식인 계층을 포함하여 전쟁 전 인구의 1/4을 잃었다. 피비린내 나는 포위전 이후 벨라루스는 1941년 8월 말에 독일군에 점령당했다. 나치는 노예 노동을 위해 38만 명의 젊은이를 강제 이주시키고 수십만의 시민을 학살하며 잔인한 통치를 했다. 하틴 마을처럼 600개 이상의 촌락이 촌락민 모두와 함께 불태워졌다. 도시와 마을 270개 중에서 209개 이상과 9천 개 이상의 촌락이 파괴되었다. 하인리히 힘러는 벨라루스 인구의 3/4을 박멸하고, 푸른 눈과 금발 머리를 가진 인종적으로 순수한 1/4은 노예로서 독일에 봉사시키는 계획을 표명했다. 몇몇 최근 연구에서는 전쟁 중에 죽은 벨라루스인의 수를 이전의 220만 명에서 365만 명으로 올렸다. 이는 전쟁 전 벨라루스 인구의 1/4이 아니라 거의 40%가 죽었다는 것을 얘기하는 것이다. 이 수치는 현재의 벨라루스 국경을 고려한 것이다.
독일의 소련군 전쟁 포로의 60퍼센트는 전쟁 중에 죽었으며, 전쟁 포로와 강제 노동에 동원되어 독일로 강제 이송된 사람들 상당수는 소련으로 돌아오자 조국으로부터 반역자와 탈영병 취급을 당했다. 이들은 독일의 회유에도 불구하고 조국에 대한 충성심을 계속 유지했던 사람들이었지만, 러시아 해방군에 가담한 사람들과 큰 차이 없는 대우를 받았다. 그들 역시 코사크처럼 반역자로서 처형되거나 소비에트 강제 수용소(굴라그)로 보내졌다.
1947년에 발행된 폴란드 정부의 전쟁 중 인명 피해에 대한 공식 보고서는 폴란드인과 유대인 2700만 7천 명 중 전쟁 희생자를 602만 8천 명으로 보고했다. 이 보고에서 우크라이나인과 벨라루스인은 제외하였다.

## 공업 생산
소련의 승리는 광대한 영토와 인구를 잃었음에도 불구하고 독일 경제를 능가한 소련의 공업 생산 능력이 기여한 바도 컸다(물론 전쟁의 승패는 여러 가지 요인이 결정한다). 스탈린이 1930년대에 추진한 5개년 계획은 우랄산맥과 중앙아시아 지역의 산업화라는 결과를 가져왔다. 1941년, 전선으로 병력을 수송한 기차들은 벨라루스와 우크라이나로부터 수천 개의 공장을 해체하여 전선에서 멀리 떨어진 안전한 지역으로 수송하는 데 사용되었다.
소련의 인적 자원이 1943년부터 점점 고갈 상태가 되어가자, 소련의 대규모 공세는 점점 기계 장비인 전차와 대포에 점점 더 의존하게 되었다. 전쟁 물자 생산량의 증대는 민간 생활수준의 희생으로 얻어졌고, 영국과 미국으로부터 전시 물자 대여 및 원조도 기여했다.반대편인 독일은 정복 국가와 소련 전쟁 포로 중에서 차출한 대규모 노예 노동에 의존할 수 있었다.
독일의 기초 자원 생산은 소련보다 많았고, 노동력도 소련보다 많았으나, 소련은 자원을 효율적으로 사용했다. 소련의 차량은 생산비 및 유지비·보수비가 낮은 반면에 독일은 생산비 및 유지비·보수비가 높았다.
독일은 생산비가 비싸고, 복잡한 차량 생산을 선택했고, 소련의 생산량을 따라갈 수 없었다. 1943년에 소련이 전차 24,100대를 생산한 반면, 같은 시기 독일은 19,800대를 생산했다. 소련은 기존 설계를 변경하고 단순화하거나 생산 공정을 개선하여 생산성을 향상시켰다. 반면 독일 산업은 판터나 킹타이거, 엘레판트 구축전차 같은 중후 장대한 보다 진보했지만 설계는 복잡한 기갑차량 개발을 독려 받았다. 그러나 당시 독일은 영국 공군과 미국 8육군 항공대의 밤낮없이 계속되는 전략 폭격에 대응하기 위해 상당한 양의 자원을 대공포 및 전투기 생산에 돌려야 했기 때문에 이것만 가지고 절대적인 비교는 하기는 힘든 상황이며, 이러한 당시 독일의 기갑 차량 생산 체계에 대해서는 논란의 여지가 있다.
| 연도    | 석탄   | 석탄   | 강철  | 강철  | 알루미늄 | 알루미늄 | 석유 | 석유  | 석유     | 석유   | 석유     | 석유 |
| 연도    | 독일   | 소련   | 독일  | 소련  | 독일     | 소련     | 독일 | 소련  | 이탈리아 | 헝가리 | 루마니아 | 일본 |
| ------- | ------ | ------ | ----- | ----- | -------- | -------- | ---- | ----- | -------- | ------ | -------- | ---- |
| 1941년  | 31,550 | 15,140 | 2,820 | 1,790 | 23.36    | ?        | 570  | 3,300 | 12       | 40     | 550      | -    |
| 1942년  | 31,790 | 7,550  | 2,870 | 810   | 26.40    | 5.17     | 660  | 2,200 | 1        | 70     | 570      | 180  |
| 1943년  | 34,040 | 9,310  | 3,060 | 850   | 25.00    | 6.23     | 760  | 1,800 | 1        | 80     | 530      | 230  |
| 1944년  | 34,760 | 12,150 | 2,580 | 1,090 | 24.53    | 8.27     | 550  | 1,820 | -        | 100    | 350      | 100  |
| 1945년2 | ?      | 14,930 | ?     | 1,230 | ?        | 8.63     | 130  | 1,940 | -        | -      | -        | 10   |

| 연도   | 전차 및 자주포 | 전차 및 자주포 | 전차 및 자주포 | 전차 및 자주포 | 전차 및 자주포 |
| 연도   | 소련           | 독일           | 이탈리아       | 헝가리         | 일본           |
| ------ | -------------- | -------------- | -------------- | -------------- | -------------- |
| 1941년 | 6,590          | 5,200          | 595            | -              | 595            |
| 1942년 | 24,446         | 9,300          | 1,252          | 500            | 557            |
| 1943년 | 24,089         | 19,800         | 336            | 500            | 558            |
| 1944년 | 28,963         | 27,300         | -              | 500            | 353            |
| 1945년 | 15,400         | ?              | -              | -              | 137            |

| 연도   | 항공기 | 항공기 | 항공기   | 항공기 | 항공기   | 항공기 |
| 연도   | 소련   | 독일   | 이탈리아 | 헝가리 | 루마니아 | 일본   |
| ------ | ------ | ------ | -------- | ------ | -------- | ------ |
| 1941년 | 15,735 | 11,776 | 3,503    | -      | 1,000    | 5,088  |
| 1942년 | 25,436 | 15,556 | 2,818    | 6      | 1,000    | 8,861  |
| 1943년 | 34,845 | 25,527 | 967      | 267    | 1,000    | 16,693 |
| 1944년 | 40,246 | 39,807 | -        | 773    | 1,000    | 28,180 |
| 1945년 | 20,052 | 7,544  | -        | -      | 1,000    | 8,263  |

| 연도   | 산업 노동자 | 산업 노동자 | 외국인 노동자 | 외국인 노동자 | 총 노동자 | 총 노동자 |
| 연도   | 소련        | 독일        | 소련          | 독일          | 소련 총계 | 독일 총계 |
| ------ | ----------- | ----------- | ------------- | ------------- | --------- | --------- |
| 1941년 | 1,100       | 1,290       | -             | 350           | 1,100     | 1,640     |
| 1942년 | 720         | 1,160       | 5             | 460           | 725       | 1,620     |
| 1943년 | 750         | 1,110       | 20            | 570           | 770       | 1,680     |
| 1944년 | 820         | 1,040       | 80            | 760           | 900       | 1,800     |
| 1945년 | 950         | ?           | 290           | -             | 1,240     | -         |

추축 동맹국 이탈리아 및 헝가리, 루마니아, 불가리아도 독일의 수에 포함되어 있다. 군사 물자 생산에 필요한 독일의 철광석 2/3는 스웨덴에서 수입한 것이었다. 소련의 생산력은 미국과 영국의 전시 물자 대여 및 원조 계획으로부터 지원을 받았다. 스탈린그라드 패배 후, 요제프 괴벨스가 스포츠 궁전 연설(Sportpalast speech)에서 명확히 제시하였듯이 독일은 전시 경제로 완전히 돌입했고, 알베르트 슈페어의 헌신적인 지도로 연합군의 계속되는 폭격에도 불구하고 다음 해에는 생산량이 증대되었다

## 피해

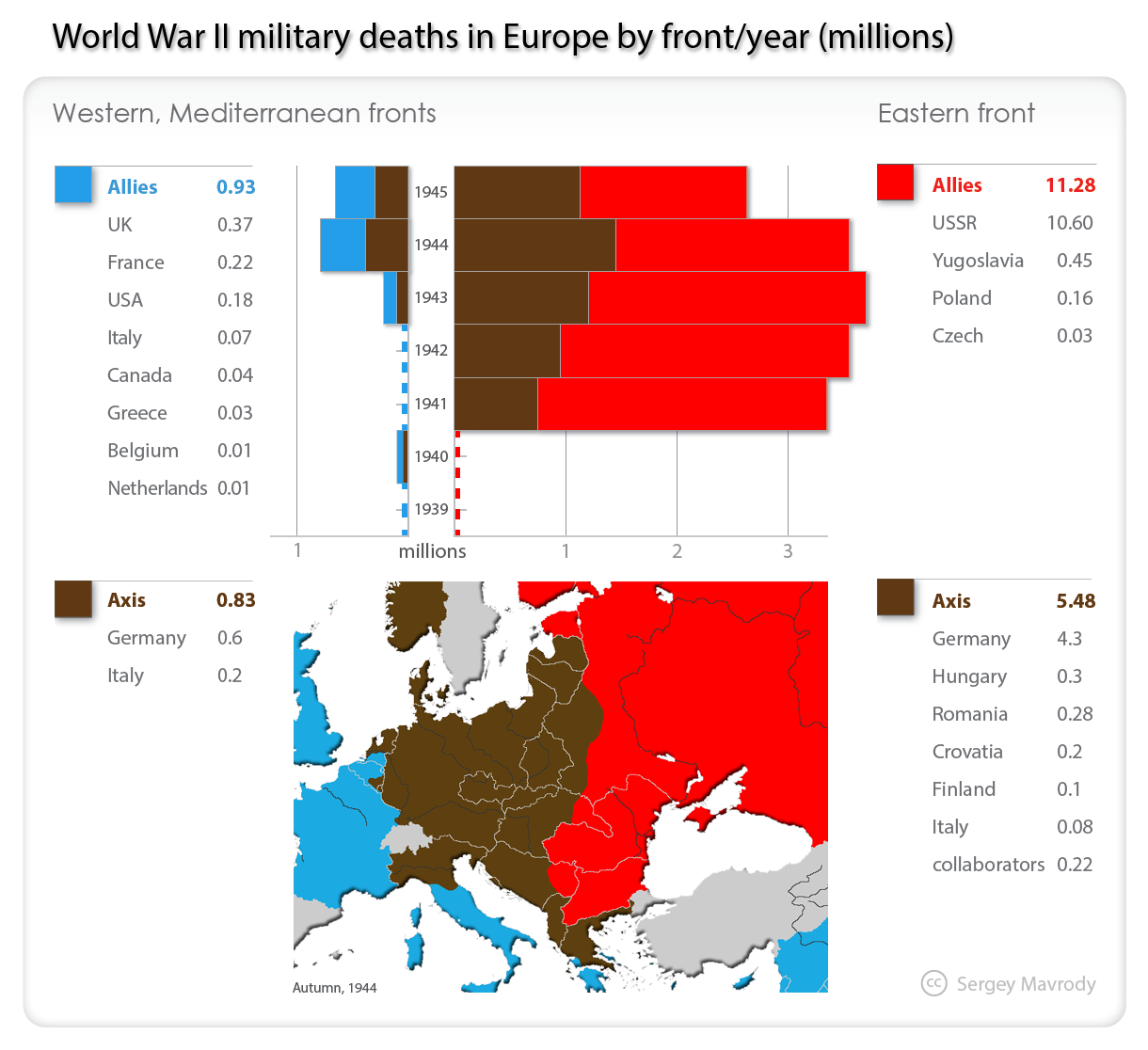
제2차 세계 대전의 유럽 전장에서 사망자 수.

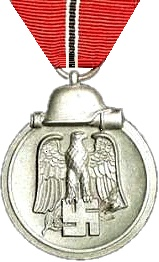
3백만 명 이상의 독일군과 요원은 동부 전선 훈장을 수여받았다. 1941년 11월 15일 - 1942년 5월 26일에 만들어져 1942년 5월 26일부터 1944년 9월 4일까지 수여받았고, 이것은 "게프리플레이스로덴"(냉동육의 훈장)으로 불렸다.

동부 전선은 격렬함, 광포함, 잔인성에서 어떤 전쟁과도 견줄 바가 없었다. 수백만의 독일군과 소련군이 광범위한 전선에서 전투를 치렀다. 제2차 세계 대전 중 단일 전선에서 가장 많은 사상자를 냈다. 추축군 500만 명이 전사했으며, 소련군은 1060만 명의 병사가 전사했다. 포로 생활 중 260만 명의 소련 병사가 죽었다. 소련의 민간인 피해는 1500만에서 최대 2500만 명에 달했다.
대략 피해는 몇 가지 요소에 기인한 것이다. 전쟁 포로와 파르티잔에 대한 가혹하고 잔인한 처리, 독일과 소련 양측의 서로 상대방 민간인에 대한 복합적인 잔학 행위, 전선에서 양측의 병사 간에 격렬한 전투 등 때문이었다. 전투와 초토화 작전 전술 사용은 농경지, 각종 사회생활 인프라(수도, 도로와 같은) 및 마을 등을 파괴하여 많은 사람이 집을 잃고, 식량 부족에 시달리게 했다.
| 추축군                 | 추축군     | 추축군    | 추축군                | 추축군              |
|                        | 총 사상    | 전사/실종 | 소련군 측 독일군 포로 | 수감 중 사망한 포로 |
| ---------------------- | ---------- | --------- | --------------------- | ------------------- |
| 독일                   | 430.0      | 310.0     | 330.0                 | 47.4967 ~ 120.0     |
| 독일군에 가담한 소련인 | 21.5 이상  | 21.5      | 100.0                 | 알려지지 않음       |
| 루마니아               | 28.1       | 8.1       | 50.0                  | 20.0                |
| 헝가리                 | 30.0       | 10.0      | 50.0                  | 20.0                |
| 이탈리아               | 8.2        | 3.2       | 7.0                   | 5.0                 |
| 총계                   | 517.8 이상 | 352.8     | 545.0                 | 165.0               |

| 소련군        | 소련군  | 소련군       | 소련군        | 소련군              |
|               | 총 피해 | 전사 및 실종 | 추축군 포로   | 수감 중 사망한 포로 |
| ------------- | ------- | ------------ | ------------- | ------------------- |
| 소비에트 연방 | 1,060.0 | 760.0        | 520.0         | 260.0               |
| 폴란드        | 2.4     | 2.4          | 알려지지 않음 | 알려지지 않음       |
| 루마니아      | 1.7     | 1.7          | 8.0           | 알려지지 않음       |
| 불가리아      | 1.0     | 1.0          | 알려지지 않음 | 알려지지 않음       |
| 총계          | 1,065.1 | 765.1        | 528.0         | 260.0               |

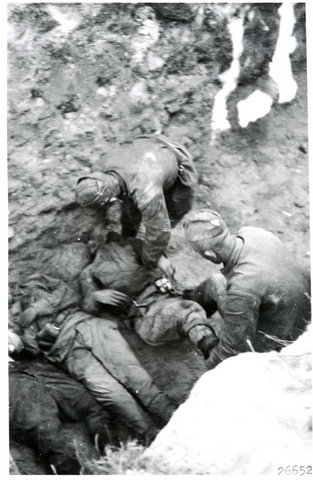
1944년 7월 사망한 소련군.

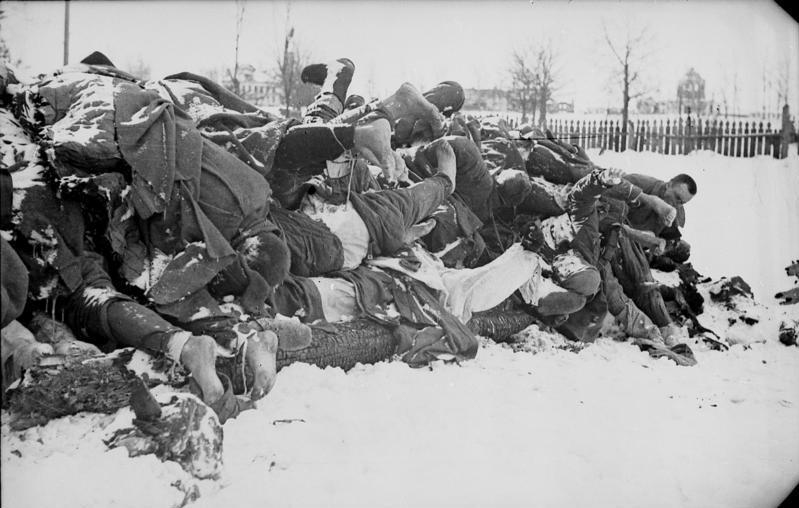
1942년 1월 사망한 소련군.

소련의 전체 손실은 파르티잔 25만여 명과 민병 15만여 명이 포함된 수치다. 폴란드 동부에서 소련의 다른 지역으로 탈출한 폴란드인으로 편성된 소련군 소속의 폴란드군은 1943년부터 소련군 측에서 전투에 참가했으며, 나치 치하의 폴란드 영토가 1944년에서 1945년 사이에 해방되면서 규모가 늘어났다.
중앙유럽 국가들이 소련군에게 해방될 때, 그들은 편을 바꾸어 독일에 선전 포고할 것을 강요받았다. 불가리아와 루마니아, 핀란드가 그런 경우였다.
소련 시민 중 일부는 독일을 편들어 안드레이 블라소프 장군의 러시아 해방군(러시아어: Русская Освободительная Армия)에 가담했다. 러시아 해방군에 가담한 대부분은 공산주의를 증오하고 나치를 공산주의로부터 해방시켜줄 것이라고 보았다. 그 대부분은 동부 전선에서 싸웠지만, 일부는 노르망디 해안으로 배치되었다. 히틀러의 대서양 방벽 건설에 동원된 경우도 있고, 병력 부족을 메우기 위해 배치된 사람들도 있었다. 이런 사정을 모른 채 노르망디에 상륙한 미군들은 여우 굴에서 “루스키!”라고 외치며 나오는 사람들을 보고 놀랐었다. 독일군에 가담한 다른 집단은 1940년에 강제 병합된 발트 국가 출신이나 우크라이나 출신이었다. 그들은 무장친위대 소속으로 부대를 편성하여 전투에 참가했다.

## 같이 보기
- 제2차 세계 대전의 역사 편찬학
- 제2차 세계 대전의 말
- 제2차 세계 대전 동부 전선의 연표
- 제2차 세계 대전 동부 전선의 군사 작전
- 바르바로사 칙령
- 라이헤나우 칙령
- 정치장교 지령
- 관특연

## 관련 저서
- Richard Overy, 《Russia's War》, Penguin Group, 2010
  - 한국어 번역: 류한수 옮김, 《러시아의 전쟁》, 책과 함께, 2024

## 참고 자료
- 덩칸 앤더슨 및 다른 사람들The Eastern Front: From Barbarossa to Berlin the Campaigns of World War II[깨진 링크(과거 내용 찾기)], Zenith, 2001, ISBN 0-7603-0923-X
- 앤토니 비버(Antony Beevor), & Artemis Cooper, Stalingrad, Viking, 1998.
- 앤토니 비버, Berlin: The Downfall 1945, Penguin, 2002.
- 존 에릭슨(John Erickson), The Road to Stalingrad, Harper & Row, 1975.
- 존 에릭슨, The Road to Berlin, Harper & Row, 1982.
- 존 에릭슨과 데이비드 딜크스(David Dilks), Barbarossa, the Axis and the Allies, Edinburgh University Press, 1994.
- 데이비드 글란츠(David Glantz)와 조너던 하우스(Jonathan House), When Titans Clashed: How the Red Army stopped Hitler, University Press of Kansas, 1995.
- 하인츠 구데리안(Heinz Guderian), 《기갑 지휘관》, Da Capo Press, New York, 2001.
- 리델 하트(Basil Liddell Hart), History of the Second World War, Cassel & Co; Pan Books, 1973.
- 데이비드 어빙(David Irving), Hitler's War, Hodder & Stoughton, 1977.
- Rolf-Dieter Muller and Gerd R. Ueberschar. Hitler's War in the East, 1941-1945: A Critical Assessment (1997)
- 루디거 오버만스(Rudiger Overmans) Deutsche militarische Verluste im Zweiten Weltkrieg
- 리처드 오버리(Richard Overy), Russia's War: A History of the Soviet Effort: 1941–1945, Penguin, 1997.
- 앨버트 시턴(Albert Seaton), The Russo-German War 1941–45, Praeger, 1971.
- F. W. 윈터보텀(F. W. Winterbotham), The Ultra Secret, Orion, 1974.
- 《스탈린과 히틀러의 전쟁》, 리처드 오버리 저, 류한수 옮김, (서울, 2003년, 도서출판 지식의풍경) - 이 책은 영어판에서도 참고한 책이다. 원제는 Russia's War: A History of the Soviet Effort: 1941–1945이다.
- 《독소전쟁사》(원제:When Titans Clashed - How the Red Army stopped Hitler), 데이비드 M. 글랜츠, 조너선 M. 하우스 저, 권도승, 남창우, 윤시원 역, 채승병 감수, (서울 2007년, 열린책들).